# Église Saint-Lucien d'Avernes
L'église Saint-Lucien est une église catholique paroissiale située à Avernes, en France. L'histoire de la paroisse reste dans l'ombre. Sa fondation remonte au moins au milieu du XIIe siècle, époque de laquelle date le portail, qui n'est plus tout à fait roman, ni encore vraiment gothique. Le reste de l'église est pour l'essentiel de style gothique primitif. Le chœur et la croisée du transept ont été bâtis en premier lieu, vers la fin du XIIe siècle. Les croisillons ont suivi peu de temps après. La profondeur du sanctuaire, la voûte sexpartite de la première travée, et l'agencement particulier des supports sont remarquables, même si les colonnettes des ogives manquent aujourd'hui. En 1883 et 1888, le chœur et le croisillon sud ont subi des restaurations assez radicales, qui apportent notamment le remplacement des clés de voûte et de la quasi-totalité des chapiteaux. Au début du XXe siècle, la restauration du croisillon nord n'est en revanche pas menée à terme, et le résultat est la présence de blocs cubiques en guise de chapiteaux. Contrairement aux autres travées de la même époque, le carré du transept a traversé les siècles sans retouches notables, et demeure la partie la plus authentique de l'église. Quant à la nef, elle a probablement été reconstruite à la fin du XVe siècle, en ne conservant que les chapiteaux de la précédente nef du début du XIIIe siècle, ainsi que le portail encore plus ancien. La nef aussi a subi une restauration importante à la fin du XIXe siècle, avec installation de fausses voûtes d'ogives en plâtre. Leur aspect est globalement conforme à l'architecture d'origine. L'extérieur de l'église est caractérisé par un clocher trapu coiffé d'une haute flèche de charpente ; les contreforts à ressauts des parties orientales ; leurs fenêtres à lancettes simples flanquées de colonnettes et surmontées d'archivoltes décorées ; et la corniche du chœur. L'église Saint-Lucien a été classée monument historique par arrêté du 7 mai 1945. Elle représente aujourd'hui l'un des principaux lieux de culte de l'importante paroisse Avernes et Marines, et accueille davantage de célébrations que la plupart des églises voisines. Les messes dominicales n'y sont toutefois pas célébrées régulièrement.

## Localisation
L'église est située en France, en région Île-de-France et dans le département du Val-d'Oise, dans le Parc naturel régional du Vexin français, sur la commune d'Avernes, rue de l'Église. C'est l'élévation septentrionale qui donne sur la rue, mais l'édifice prend du recul par rapport à celle-ci. La place engazonnée devant l'église correspond à l'ancien cimetière. On la traverse pour accéder au portail principal, dans le bas-côté nord de la nef. En effet, la façade occidentale est enclavée dans le jardin du cimetière, et n'est donc pas visible depuis le domaine public. Au début du XXe siècle, on y a accolé la sacristie. Une ruelle contourne le chevet, puis s'élargit au sud de l'église, où l'ancien prieuré a laissé la place à une vaste pelouse, dite carrefour du Prieuré. Elle est close de murs à l'ouest et à l'est, et se rétrécit vers le sud, où l'on trouve une source et un lavoir, ce qui met en exergue l'humidité du terrain, qui a causé beaucoup de préjudice à l'église. La ruelle continue ensuite vers la rue Valette.

## Historique

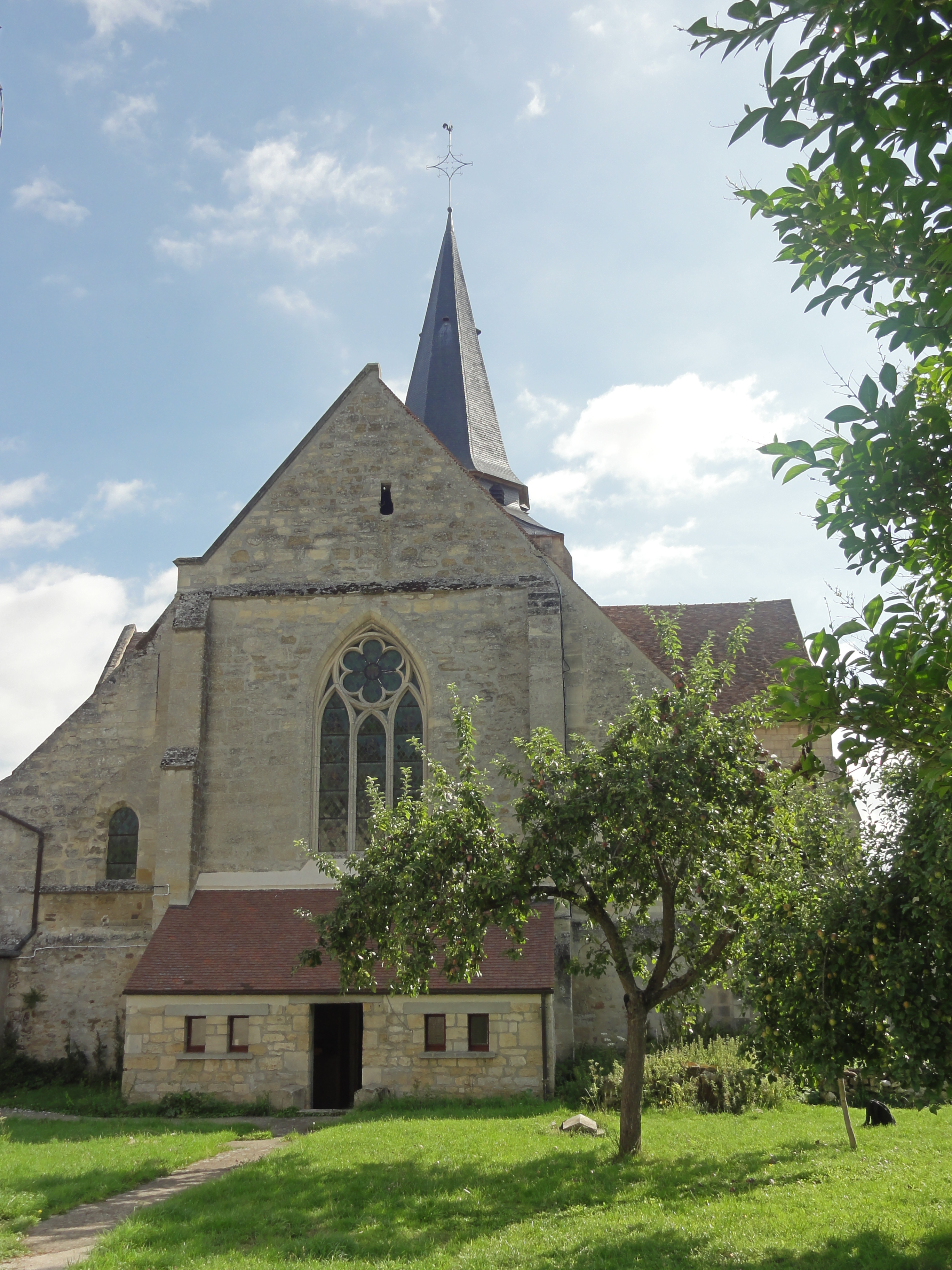
Façade occidentale.

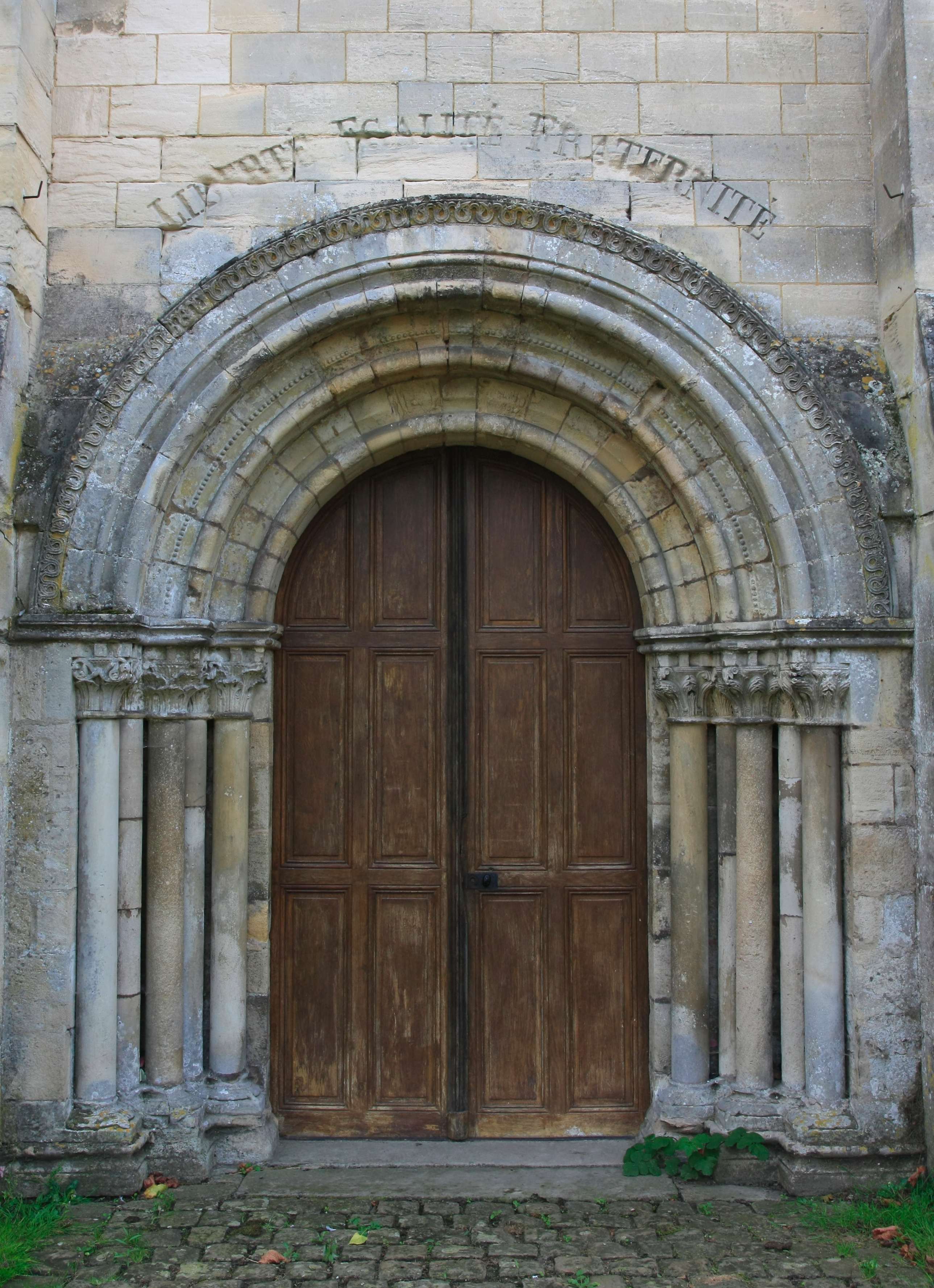
Portail du milieu du XIIe siècle.

La date de fondation de la paroisse est tout à fait inconnue, mais doit remonter au moins au milieu du XIIe siècle. L'église est dédiée à saint Lucien, apôtre du Beauvaisis et premier évêque de Beauvais, martyrisé à la fin du IIIe siècle. Sous l'Ancien Régime, Avernes relève du doyenné de Meulan, de l'archidiaconé du Vexin français et de l'archidiocèse de Rouen. Le collateur de la cure est le prieuré de Saulseuse, à Tilly, dans l'actuel département de l'Eure. Le village garde le souvenir d'un prieuré établi au sud de l'église. Comme de nombreuses paroisses fondées par des établissements religieux, Avernes devait être un prieuré-cure ; le curé, un religieux envoyé par le prieuré de Saulseuse, assurant en même temps la charge du prieur. L'histoire de la paroisse et de son église reste encore à élucider. Les différentes étapes de sa construction ne sont pas attestées par des documents, et doivent être identifiées par l'analyse archéologique.
L'élément le plus ancien de l'église actuelle est le portail en plein cintre, qui reflète le style à l'époque de transition du roman vers le gothique, au milieu du XIIe siècle. Si l'on prête foi à Bernard Duhamel, son emplacement primitif aurait été en façade. Il devait appartenir à une église romane plus ancienne, qui a été totalement rebâtie à la fin du XIIe et au début du XIIIe siècle dans le style gotique primitif. L'arc brisé est systématiquement employé, mais certains chapiteaux sont du même style que ceux à droite du portail. Quelques décennies après l'achèvement de la nef, la fenêtre potentiellement romane au-dessus du portail occidental est remplacée par une vaste baie au remplage gothique rayonnant. Sous la guerre de Cent Ans, en 1434, la nef est partiellement détruite par les Anglais, et reconstruite sous Catherine d'Hardeville en 1491. Les chapiteaux des grandes arcades sont conservées, mais les arcades elles-mêmes et les fenêtres sont refaites dans le style gothique flamboyant. C'est apparemment à cette occasion de cette restauration que les chapiteaux sont tournés à 45°. Placés obliquement, les tailloirs sont préparés pour la réception des nervures des nouvelles voûtes, ce qui est toujours visible dans les bas-côtés de la nef. Il demeure en suspens si le projet est mené à terme, car les supports du début du XIIIe siècle subsistent toujours dans les angles près des croisillons du transept. Du fait du lourd impact des restaurations du dernier quart du XIXe siècle, il n'est plus possible de savoir si la nef est revoûtée à la fin du XVe siècle, ou si elle a jamais été voûtée. Une fenêtre haute du côté sud, donnant aujourd'hui sur les combles, indiquent en tout cas que la reconstruction sous Catherine d'Hardeville ne devait pas donner une nef aveugle, contrairement à l'usage de l'époque. L'on suppose que l'église est incendiée sous la huitième guerre de religion en 1591, mais l'impact de l'incendie est difficile à évaluer. Mis à part la baie septentrionale du transept, aucun élément visible en élévation ne porte le style de la Renaissance ou le style baroque qui ont cours à la fin du XVIe siècle et au XVIIe siècle.

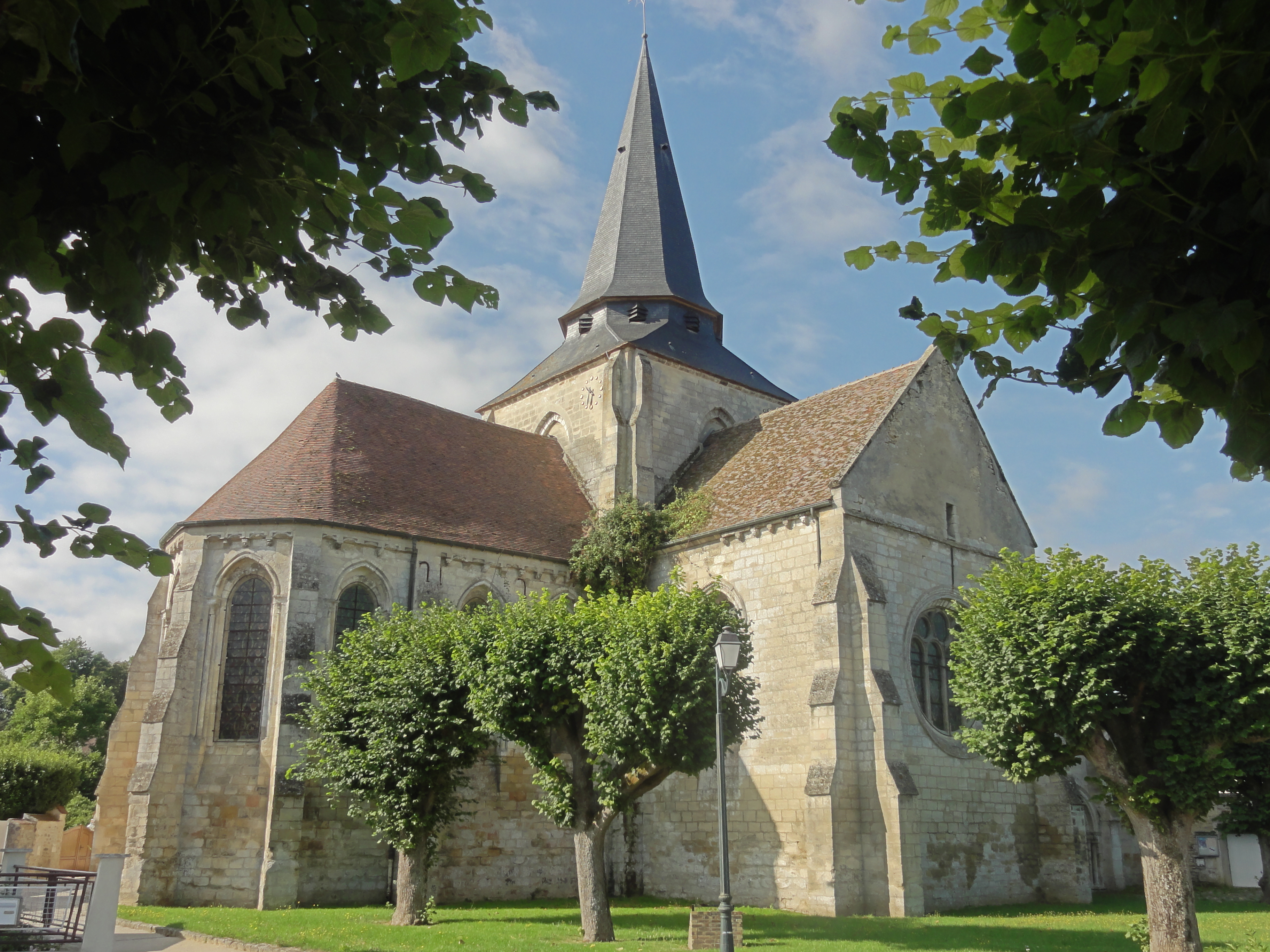
Vue depuis le nord-est.

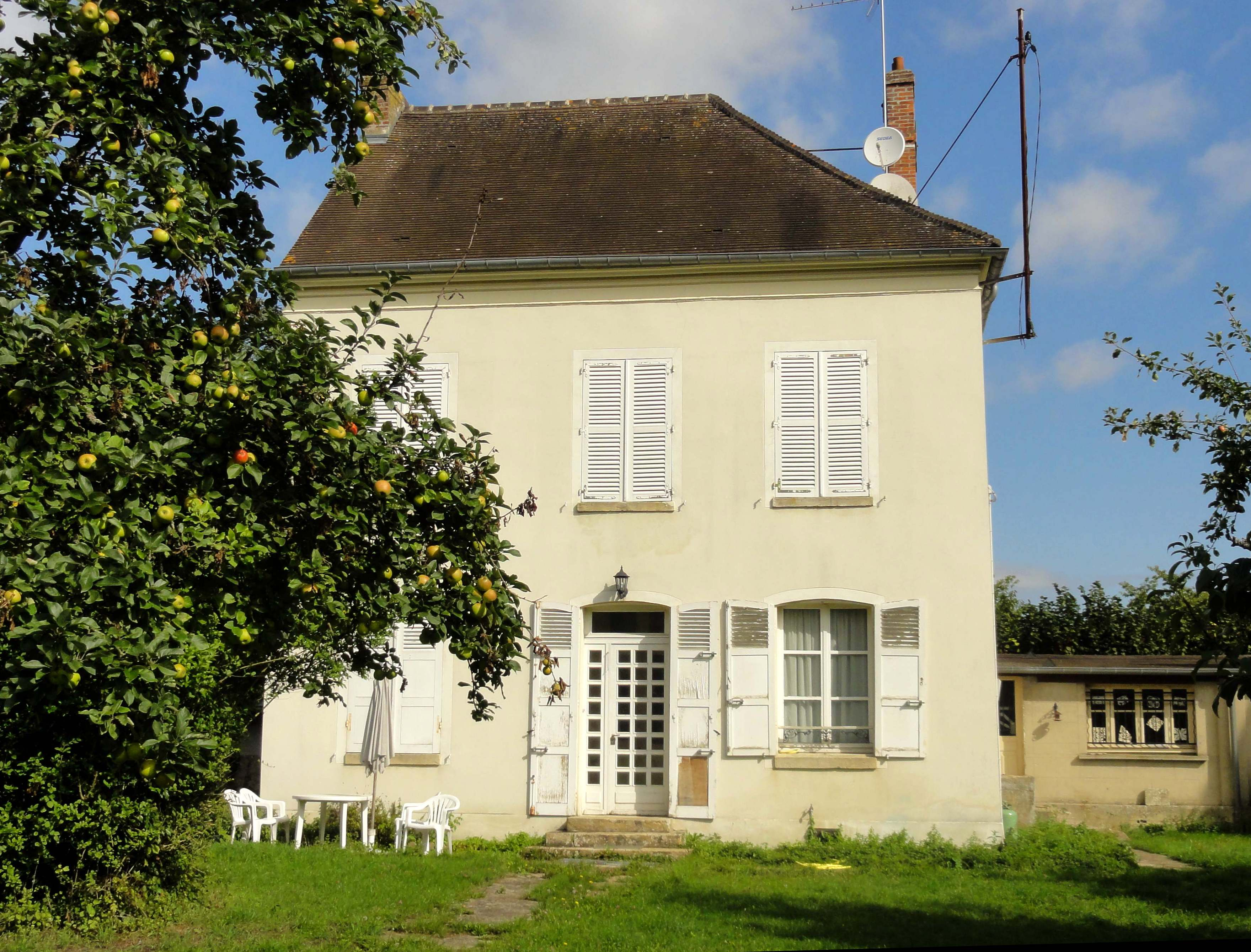
Presbytère.

En s'appuyant vraisemblablement sur une source, car citant une date précise, Bernard Duhamel affirme que le transept et le chœur sont revoûtés à la fin du XVIIe siècle, en 1693. Ces travaux sont peut-être en rapport avec les destructions un siècle plus tôt. Il est inapproprié de parler d'un revoûtement, car les nervures des voûtes affichent tous le profil d'une arête entre deux tores, représentatif de la fin de la période romane et de la première période gothique. Le chantier porte plutôt sur une réfection des voûtains. Des restaurations d'une toute autre envergure sont entreprises au dernier quart du XIXe siècle. Leur résultat le plus frappant est l'équipement de la nef de fausses voûtes d'ogives en matériaux légers. Le style d'origine n'est pas tout à fait respecté, car les nervures des voûtes retombent sur une seule colonnette à chapiteaux au-dessus de chaque pilier, au lieu de faisceaux de trois ou cinq colonnettes. La restauration du croisillon sud, en 1888, est plus respectueuse, car les faisceaux de colonnettes dans les angles au sud sont restitués dans le style d'origine. En revanche, les supports manquent toujours dans l'angle nord-ouest. Dans le chœur, restauré dès 1883, les compromis sont plus importants. Il paraît que tous les chapiteaux des ogives et de l'arc-doubleau sont resculptés, en s'inspirant des originaux détériorés trouvés sur place, sans malheureusement laisser subsister le moindre témoin. Mais avant et surtout, les faisceaux de colonnettes du doubleau intermédiaire et dans l'angle sud-ouest de la première travée, et les colonnettes uniques dans les angles de l'abside, disparus à une date indéterminée, ne sont pas remplacés. L'église de Longuesse permet de se faire une idée de la disposition primitive. Ensuite, lors de la restauration du croisillon nord en 1901, les chapiteaux sont remplacés par des blocs de pierre, qui n'ont finalement jamais été sculptés. Le projet reste donc inabouti. La seule travée de l'église qui conserve entièrement son caractère du XIIIe siècle est la croisée du transept. Ici, les restaurations se limitent au remplacement de certaines bases. Même la polychromie architecturale ancienne reste en place. En dépit des mutilations subies, et des restaurations pas toujours judicieuses, l'édifice est classé au titre des monuments historiques par arrêté du 7 mai 1945.
Après le rattachement au nouveau diocèse de Versailles créé sous la Révolution française pour regrouper les paroisses du département de Seine-et-Oise, Avernes change une seconde fois de diocèse en 1966, quand la refonte des départements d'Île-de-France motive l'érection du diocèse de Pontoise, qui correspond au territoire du nouveau département du Val-d'Oise. En tant que petit bourg rural, Avernes demeure une paroisse indépendante jusqu'à la fin du XXe siècle. Le manque de prêtres et le recul de la pratique religieuse incitent alors à un regroupement avec la paroisse de Marines, ce qui permet une mise en commun des moyens. La nouvelle paroisse Avernes et Marines est très étendue, et compte aujourd'hui trente-cinq clochers. Un vicaire de la paroisse réside au presbytère d'Avernes, et le village bénéficie ainsi de fréquentes messes de semaine. Elles sont célébrées dans la chapelle du couvent des sœurs Ancelles du Sacré-Cœur, congrégation fondée à Madrid en 1877 par sainte Raphaelle Porras y Ayllon. Les messes dominicales sont, quant à elles, célébrées à tour de rôle dans les différentes églises de la communauté d'Avernes. Sauf en juillet et août, les messes dominicales anticipées ont lieu en l'église Saint-Médard de Vigny, village voisin.

## Description

### Aperçu général

Plan de l'église.

Orientée à peu près régulièrement, avec une légère déviation de l'axe vers le sud-est du côté du chevet, l'église répond à un plan cruciforme symétrique. Elle se compose d'une nef de quatre travées accompagnée de ses deux bas-côtés ; d'un carré du transept représentant la superficie de deux travées de la nef ; d'un court clocher central se dressant au-dessus du carré du transept ; de deux croisillons des mêmes dimensions ; et d'un chœur de deux travées. La première, recouverte d'une voûte sexpartite, est également de la même dimension que le carré du transept ; la seconde est un peu plus courte et à pans coupés. Comme particularité, le carré du transept est en réalité de plan trapézoïdal : les deux piles orientales sont plus rapprochées que ses deux piles occidentales. De même, le chœur se rétrécit successivement vers l'est. Une tourelle d'escalier occupe l'angle entre le croisillon sud et le chœur. Peu pratique, la sacristie est située derrière le mur occidental de la nef. Sauf les bas-côtés, qui sont simplement plafonnés, avec des poutres apparentes, l'ensemble de l'église est voûté d'ogives. Cependant, les voûtes de la nef sont factices, et sont faites de bois et de plâtre. L'on accède à l'église par le portail septentrional, dans la seconde travée du bas-côté nord. Un portail secondaire, qui n'est plus utilisé, existe en face, au sud. Nef et bas-côtés sont recouverts ensemble d'une vaste toiture à deux rampants, avec un pignon unique à l'ouest. Les croisillons sont munis de toitures perpendiculaires à la nef, avec pignons au nord et au sud. La toiture de l'abside est en hémicycle.

### Intérieur

#### Nef et bas-côtés

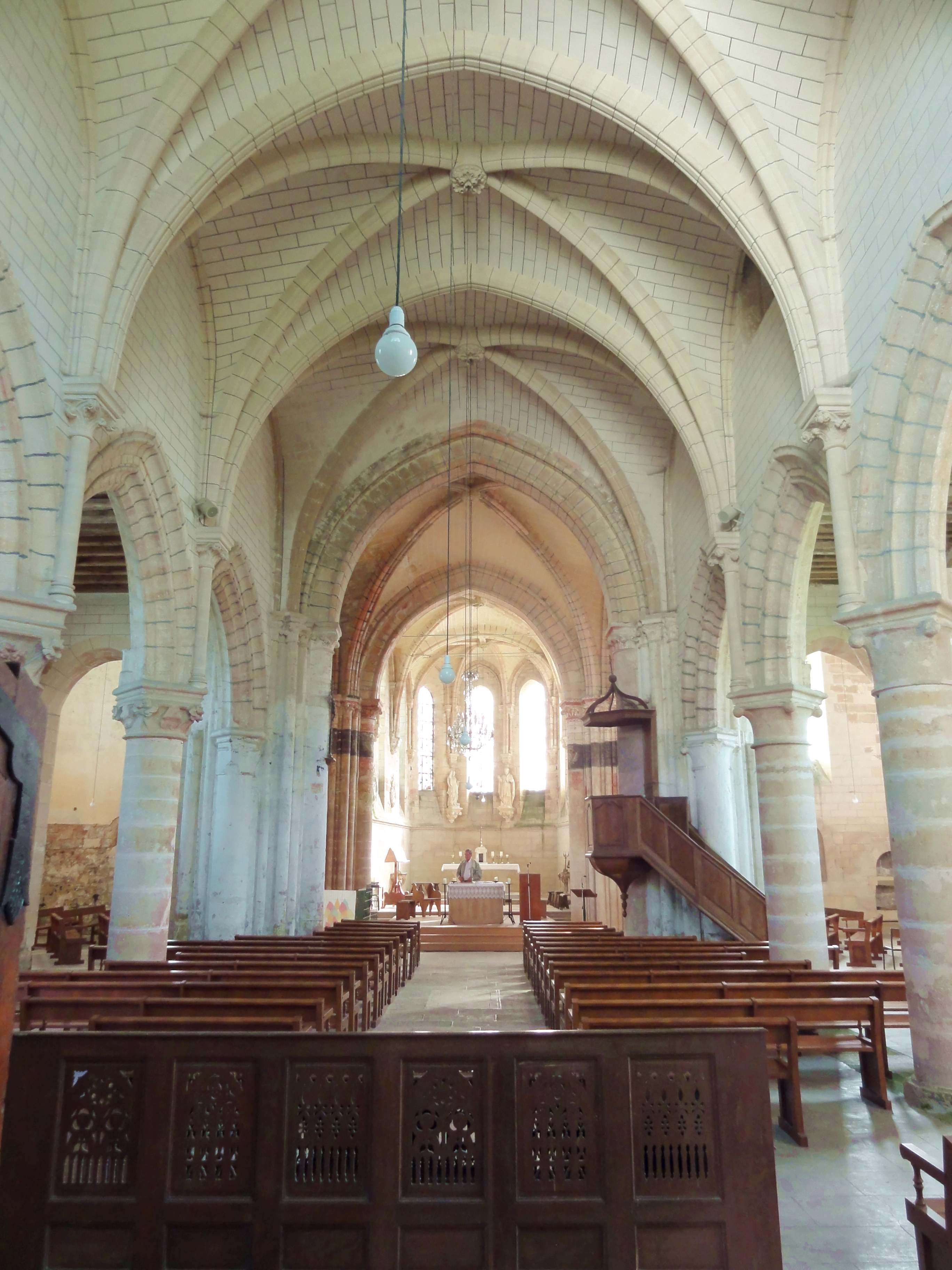
Nef, vue vers l'est.

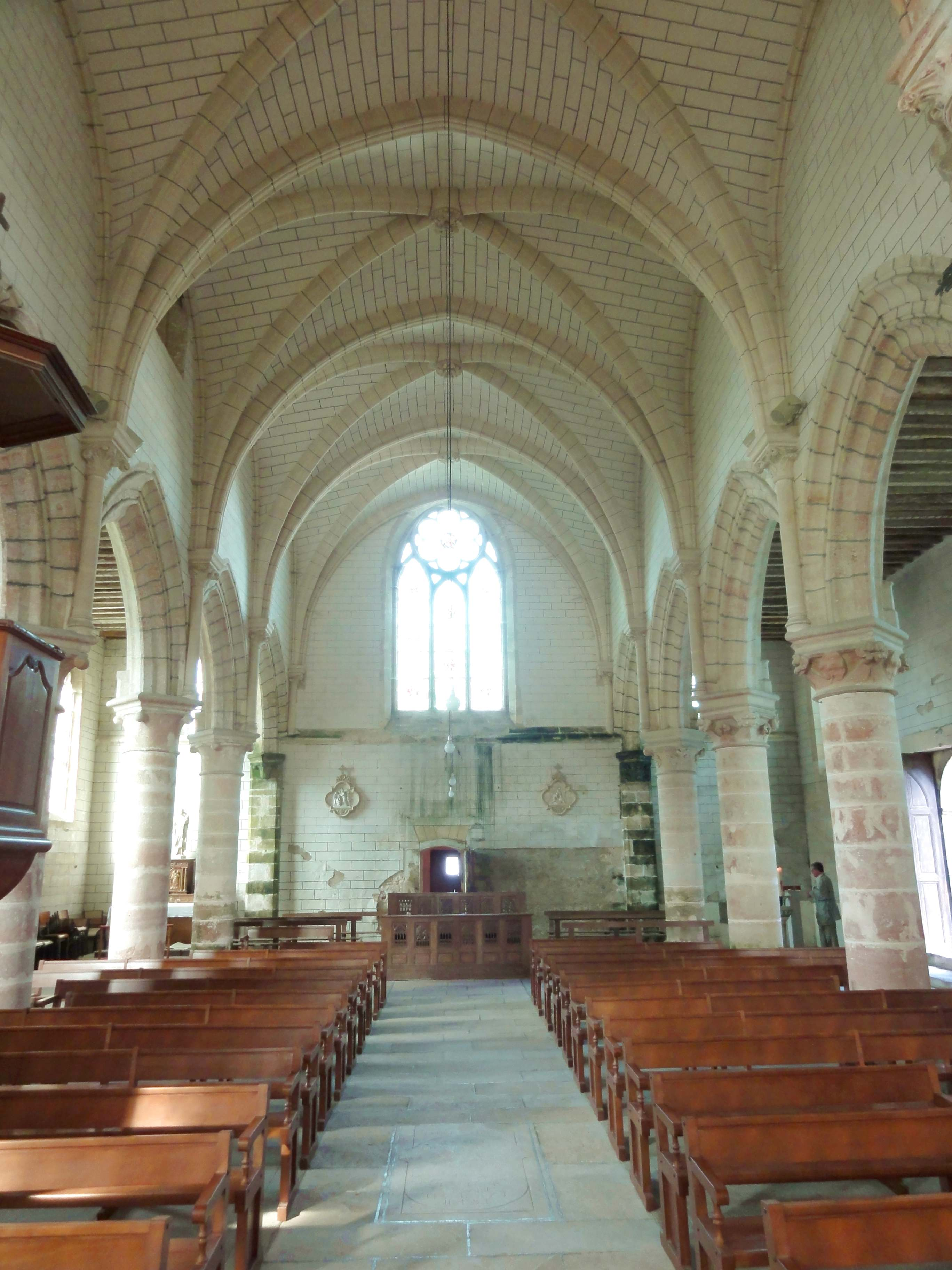
Nef, vue vers l'ouest.

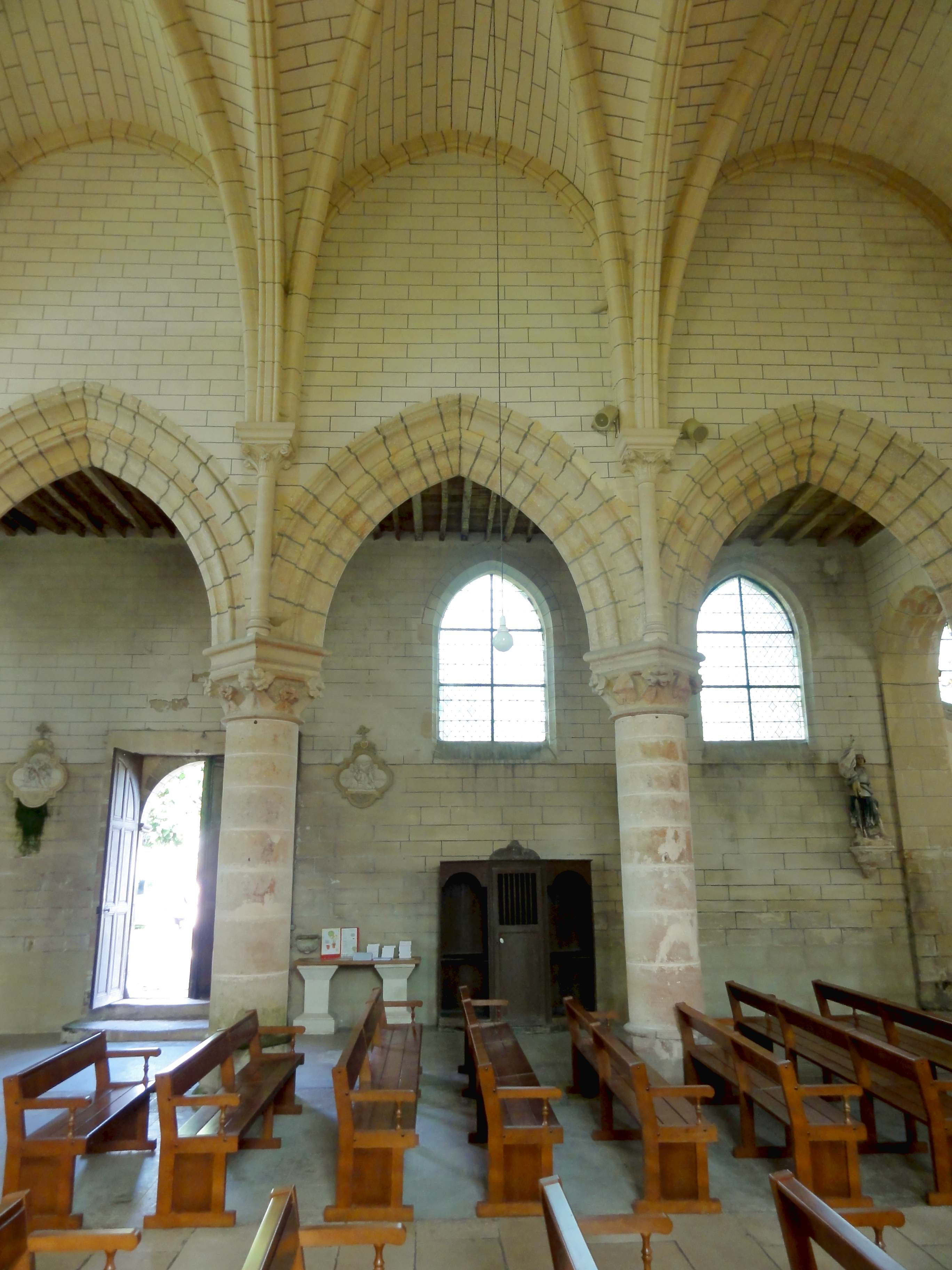
Nef, élévation nord.

Les surfaces murales sont enduites et peintes en faux-appareil, ce qui est conforme à l'esprit de l'architecture d'origine, puisque les murs sont constitués de moellons irréguliers noyés dans un mortier. Deux fois plus profonde que large, la nef se compose de quatre courtes travées barlongues, dont chacune correspond à deux travées des bas-côtés. Le vaisseau central est donc deux fois plus large que les bas-côtés, qui réunissent, quant à eux, la même superficie que la nef. Les élévations latérales portent sur deux niveaux, à savoir l'étage des grandes arcades et un étage de murs aveugles au-dessus des grandes arcades. Les piliers des grandes arcades, y compris les chapiteaux et tailloirs, représentent à peu près la moitié de la hauteur de la nef. Les arcades elles-mêmes correspondent à un quart de la hauteur, et le dernier quart est occupé par les lunettes des voûtes. Ainsi, la nef paraît bien proportionnée, grâce à des rapports très simples entre les différentes dimensions. Sa luminosité est en revanche toute relative, car le jour n'entre directement que par la grande fenêtre occidentale. Celle-ci est de style rayonnant, et son remplage se compose de trois lancettes, surmontées d'un oculus inscrivant un hexalobe, tous les écoinçons étant ajourés. La lancette médiane est moins élevée que les deux autres. Le nombre impair des lancettes, la fusion des tores des lancettes latérales avec celui de l'oculus et l'absence de chapiteaux et de bases indiquent une période avancée du XIIIe siècle, après 1260 / 1270, ce qui ne laisse pas de toute qu'il s'agit d'un remaniement postérieur à la construction au début du XIIIe siècle.
En complément à cette fenêtre, les baies des bas-côtés procurent un éclairage indirect. À l'ouest, ce sont des petites lancettes simples d'origine (celle du bas-côté sud ayant été refaite lors d'une restauration), et latéralement, des grandes lancettes simples au nord, et des fenêtres aux réseaux flamboyants de la fin du XVe ou du début du XVIe siècle au sud. Les deuxièmes travées, qui comportent les portails, sont dépourvues de fenêtres. Les réseaux flamboyants sont à deux lancettes aux têtes tréflées, surmontées d'un soufflet entre deux très étroits écoinçons ajourés. La forme des soufflets et la réduction extrême des dimensions des mouchettes donnent à penser qu'il s'agit de réfections néogothiques. Ce constat, ainsi que les fausses voûtes d'ogives, vont dans le sens d'une reconstruction totale à la fin du XIXe siècle, telle que suggérée, sans suffisamment de précision, par Bernard Duhamel : « La nef a été reconstruite au XIXe siècle, en réemployant les piles et les chapiteaux gothiques, mais en montant des voûtes en plâtre. Il faut signaler la position vicieuse des tailloirs. Les bas-côtés ont été refaits à la même époque, sans style, sans recherche, et sans voûtes ». S'il en était ainsi, il n'y aurait pas d'explication pour la présence d'une fenêtre flamboyante au sud de la troisième travée. Elle donne aujourd'hui sur les combles du bas-côtés. Son sommet est dissimulé par la voûte. Le remplage, à la modénature chanfreinée, se compose de deux lancettes, avec des têtes tréflées seulement esquissées, grâce à des meneaux très fins se détachant des arcs des lancettes en laissant libres de minuscules écoinçons, et d'un oculus supérieur, inscrivant sans doute une autre forme. La facture de ce remplage se distingue assez de ce que l'on voit dans les bas-côtés, et renvoie à la fin du XVe siècle. De la période flamboyante, datent aussi les arcades elles-mêmes, qui sont à double rouleau, chacun étant mouluré d'un boudin et d'un cavet, l'intrados, très mince, étant formé d'un filet entre deux biseaux.
Ce profil, très soigné, est peu répandu dans le Vexin, mais certainement pas néogothique, puisque le style recherché par l'architecte de la reconstruction est bien celui du début du XIXe siècle. Son erreur fut seulement de ne pas prévoir des faisceaux de colonnettes pour réceptionner les nervures des hautes-voûtes. Les profils des ogives, qui consistent d'un tore en forme d'amande, et des doubleaux, qui affichent un filet entre deux tores, sont en revanche vraisemblables. Le renoncement à des colonnettes supplémentaires est sans doute motivé par le rapprochement des arcades, qui aurait nécessité une superposition des colonnettes aux arcades, et donne à penser que la nef n'était pas voûtée jusqu'au XIXe siècle, ou que les voûtes flamboyantes retombaient sur des culs-de-lampe. Dans les bas-côtés, des départs de doubleaux sur les tailloirs carrés des chapiteaux gothiques affichent un profil flamboyant, ce qui montre que ce n'est pas à l'architecte de la fin du XIXe siècle qu'il faut reprocher d'avoir tourné les chapiteaux gothiques. À Genainville, les voûtes flamboyantes retombent aussi sur des chapiteaux gothiques. Les corbeilles des chapiteaux transitent vers un plan rond sous les tailloirs, et sont sculptées de crochets aux angles, ainsi que parfois au milieu des faces, et de feuillages assez simples. Seulement les chapiteaux engagés dans le mur occidental et les chapiteaux des grandes arcades du nord restent indemnes. Au sud, les détails de la sculpture se sont perdus. Quant aux bases, elles sont formées, pour la plupart, d'un gros boudin, et reposent sur de courtes bases octogonales. Au sud, la base du second pilier affiche un petit et un grand boudin. C'est sans doute la seule qui subsiste du XIIIe siècle. L'absence de griffes aux angles et d'un rang de denticules sous le petit boudin la distingue des bases des parties orientales. La très faible hauteur des socles indique un exhaussement du sol pour lutter contre la montée de l'humidité. Restent à mentionner les faisceaux de trois colonnettes, dont l'une conserve un chapiteau, dans les angles des bas-côtés, près des piles occidentales du clocher.

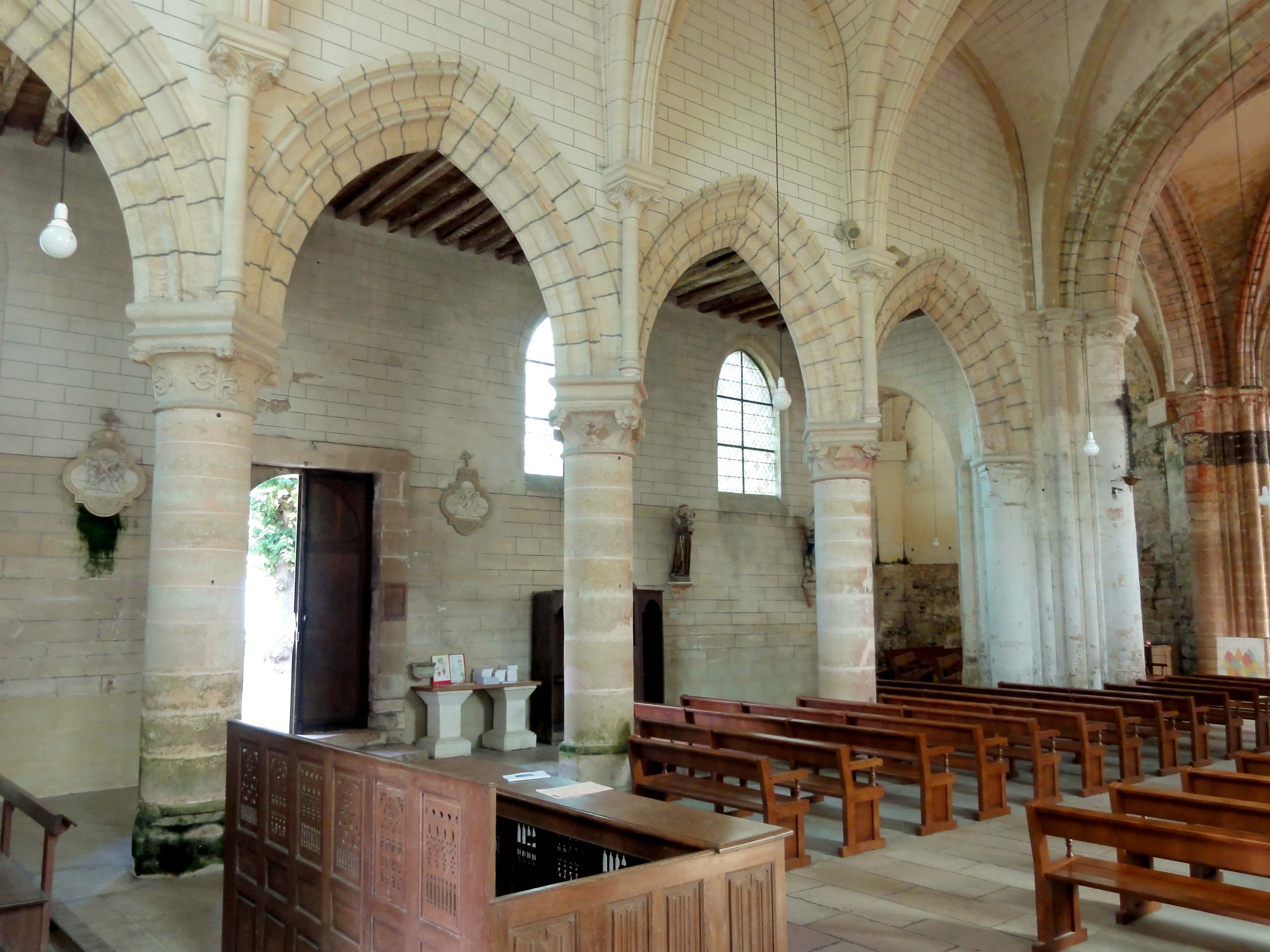
Grandes arcades du nord.
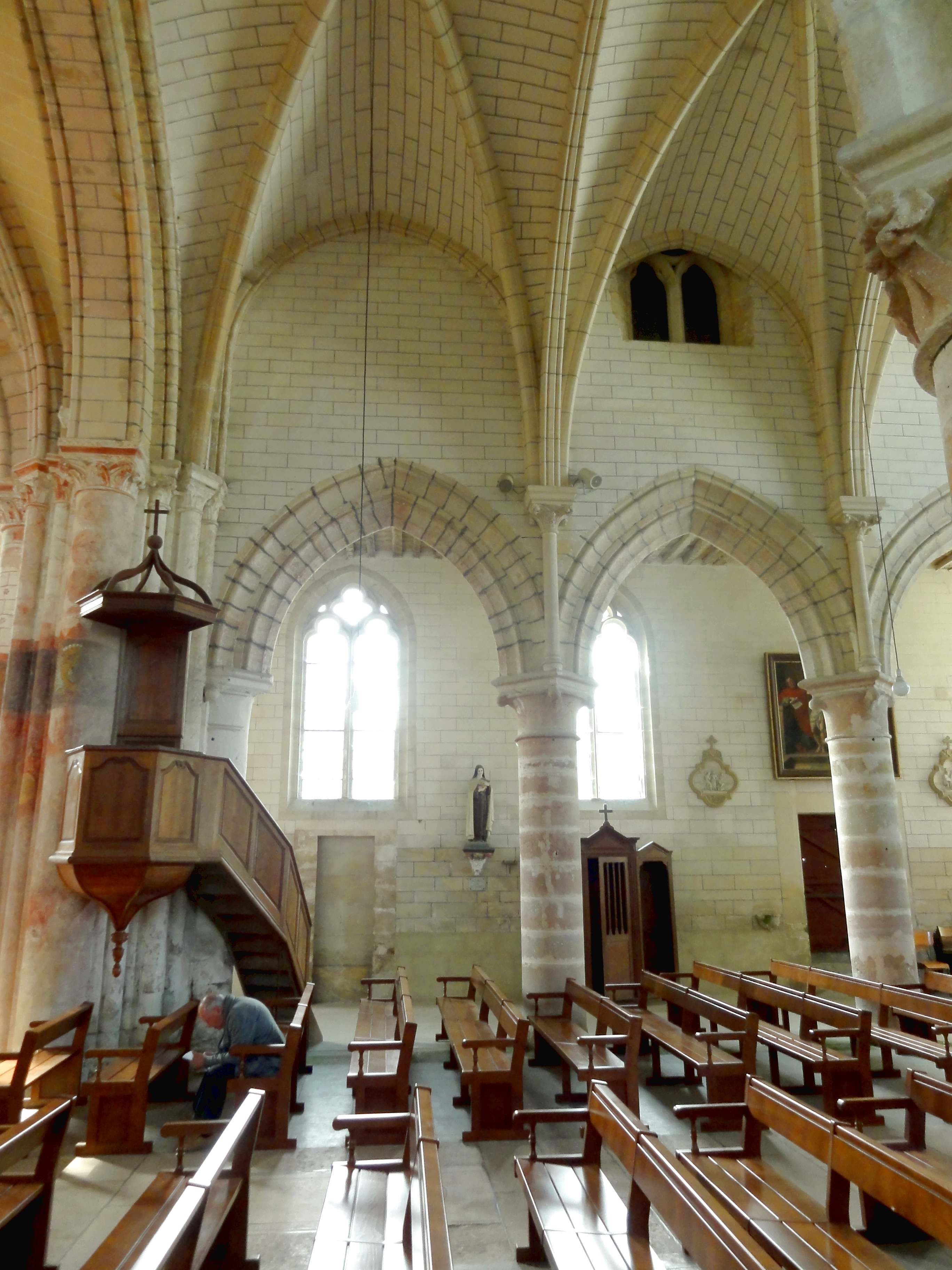
Nef, élévation sud, avec ancienne fenêtre haute.
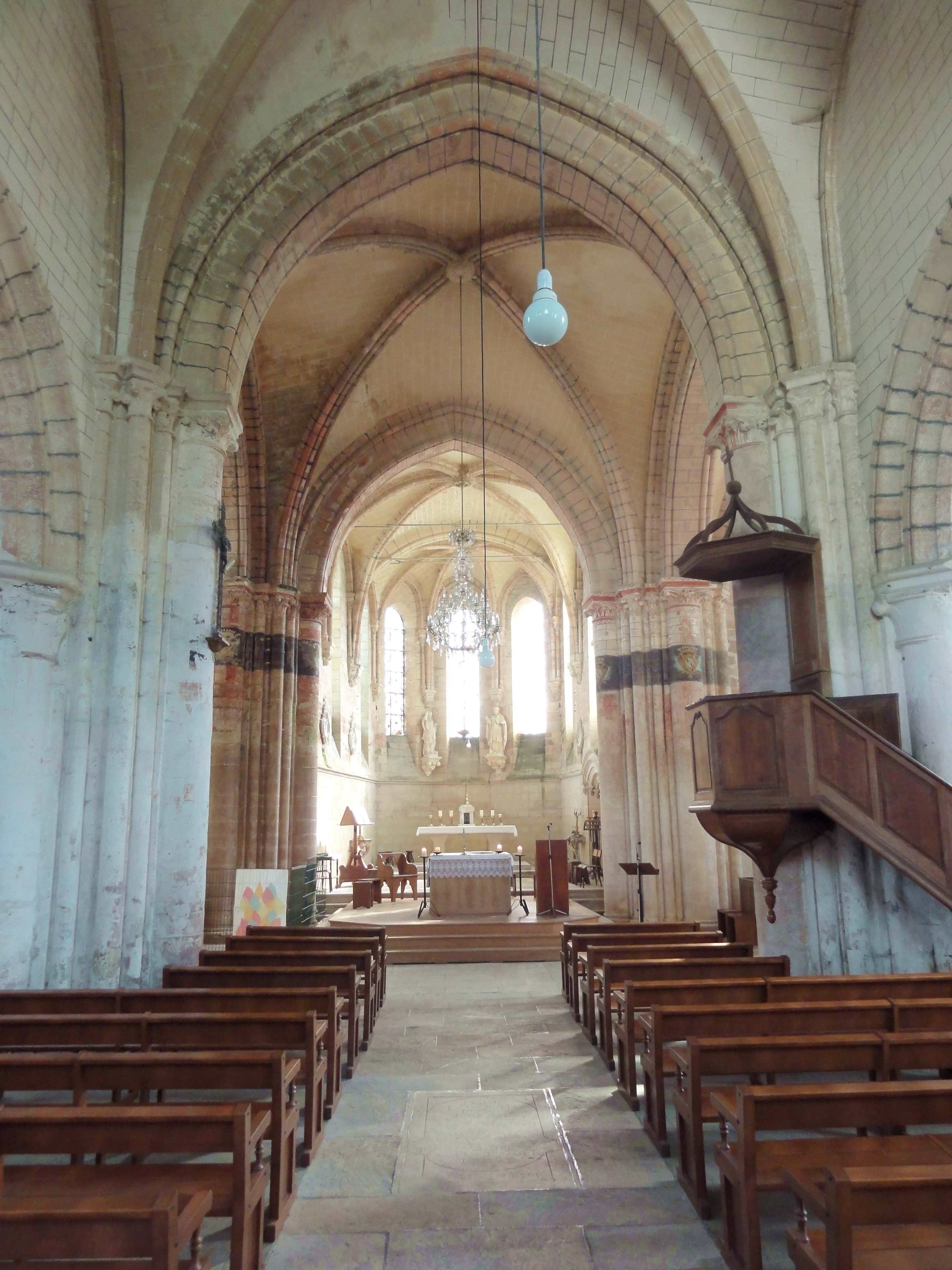
Nef, vue vers l'est dans le carré du transept.
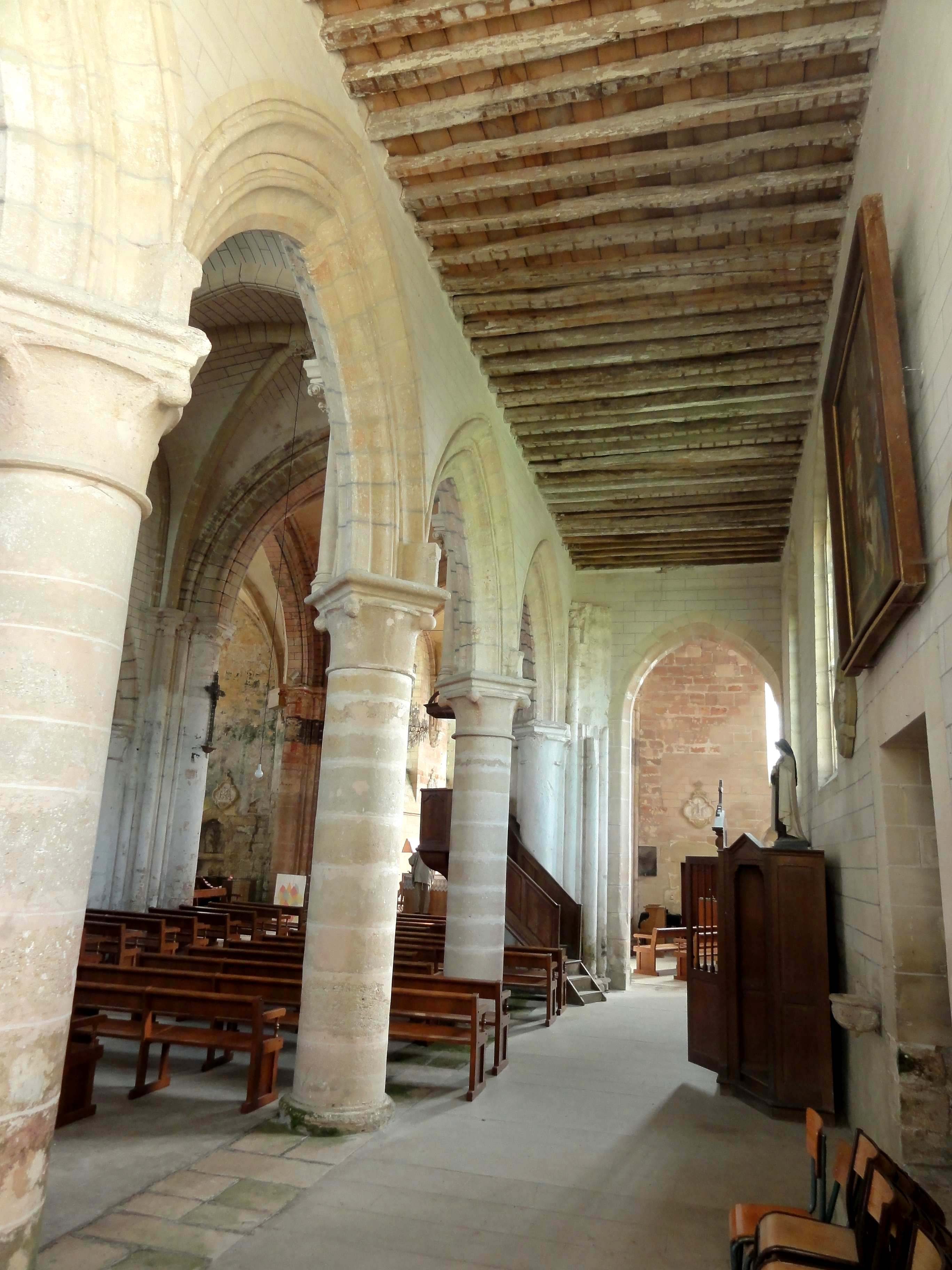
Bas-côté sud, vue vers l'est.
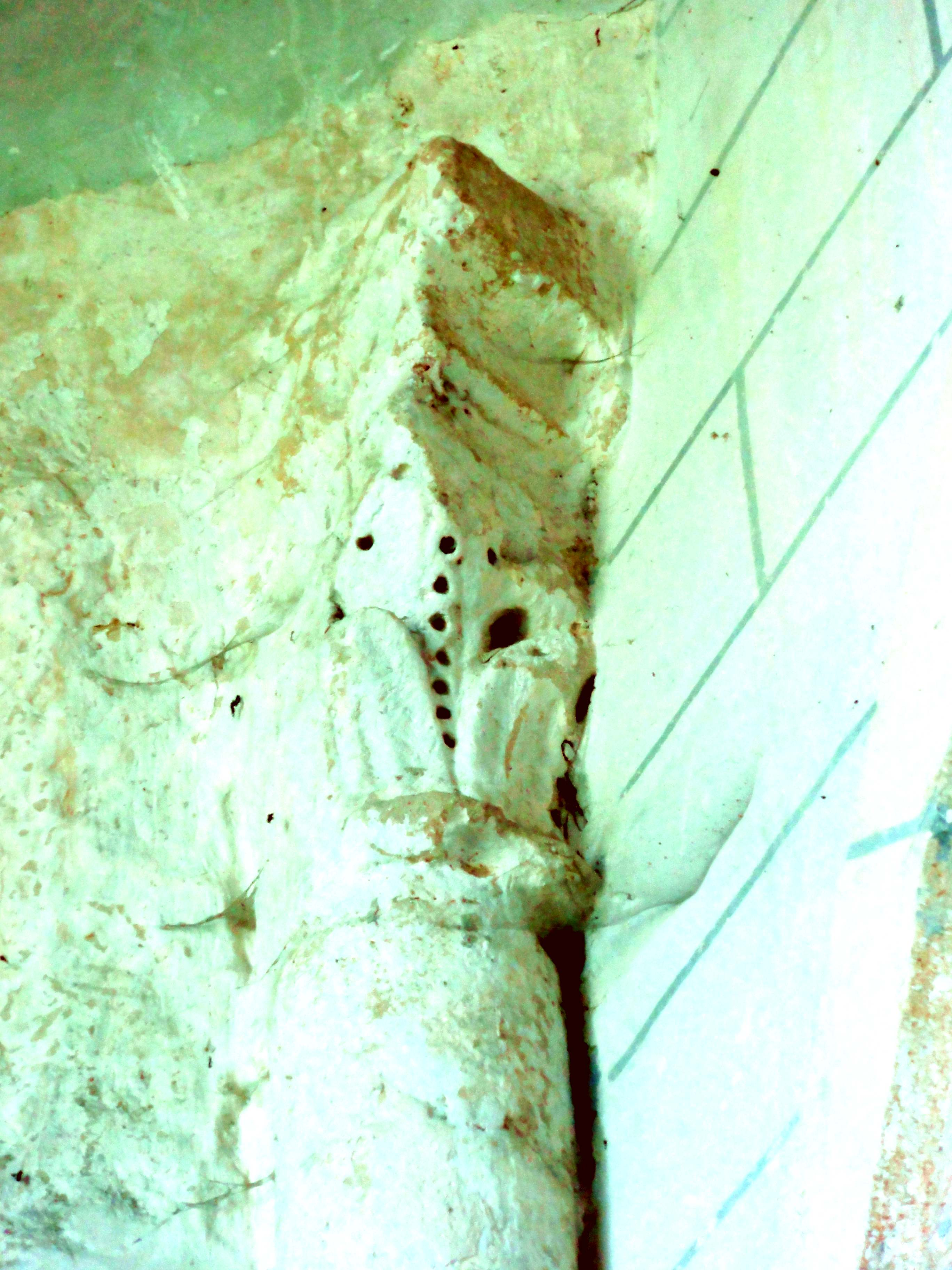
Chapiteau dans l'angle sud-est du bas-côté nord.
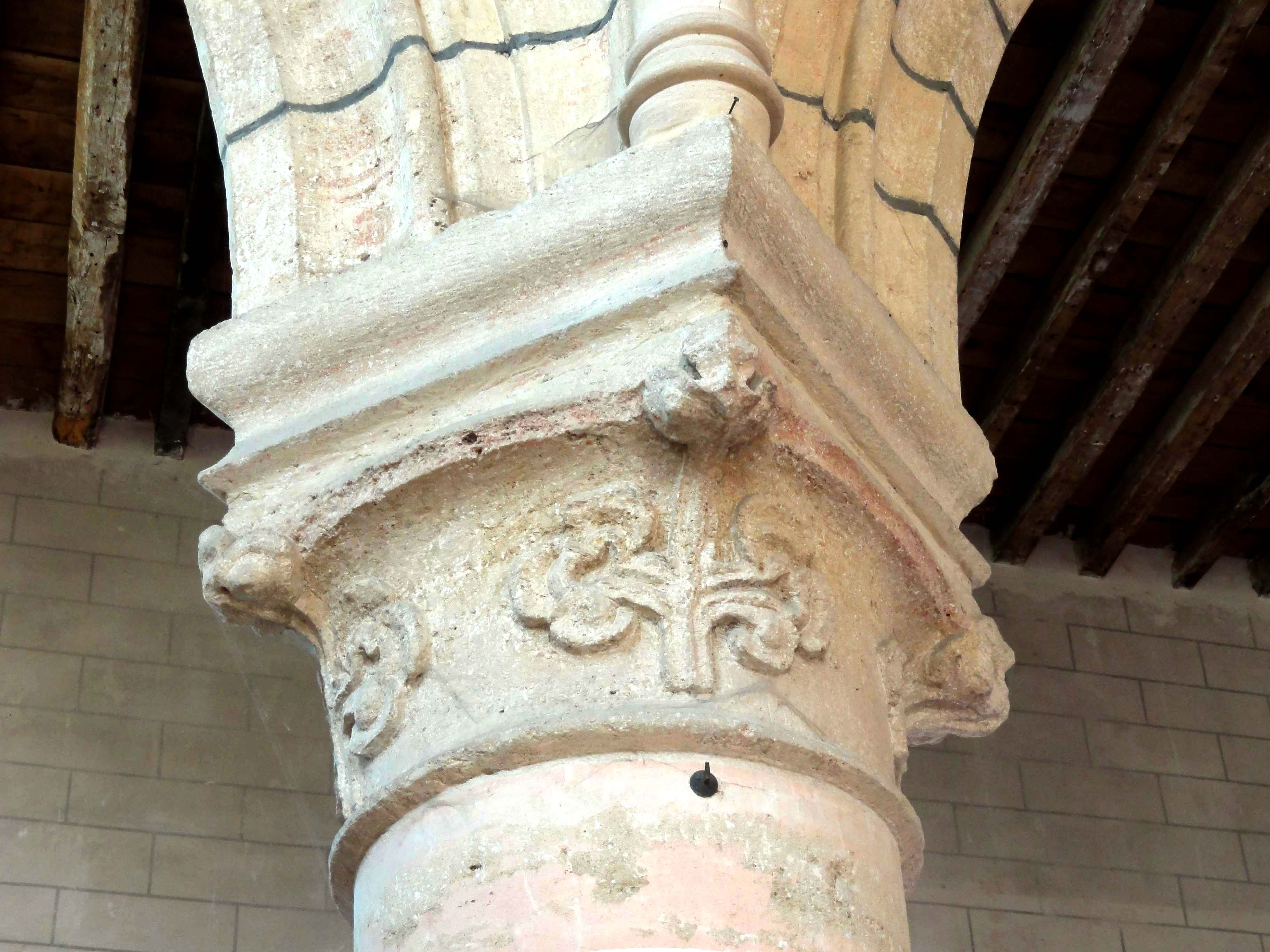
Chapiteau du 3e pilier du nord, tourné de 45°.

#### Transept

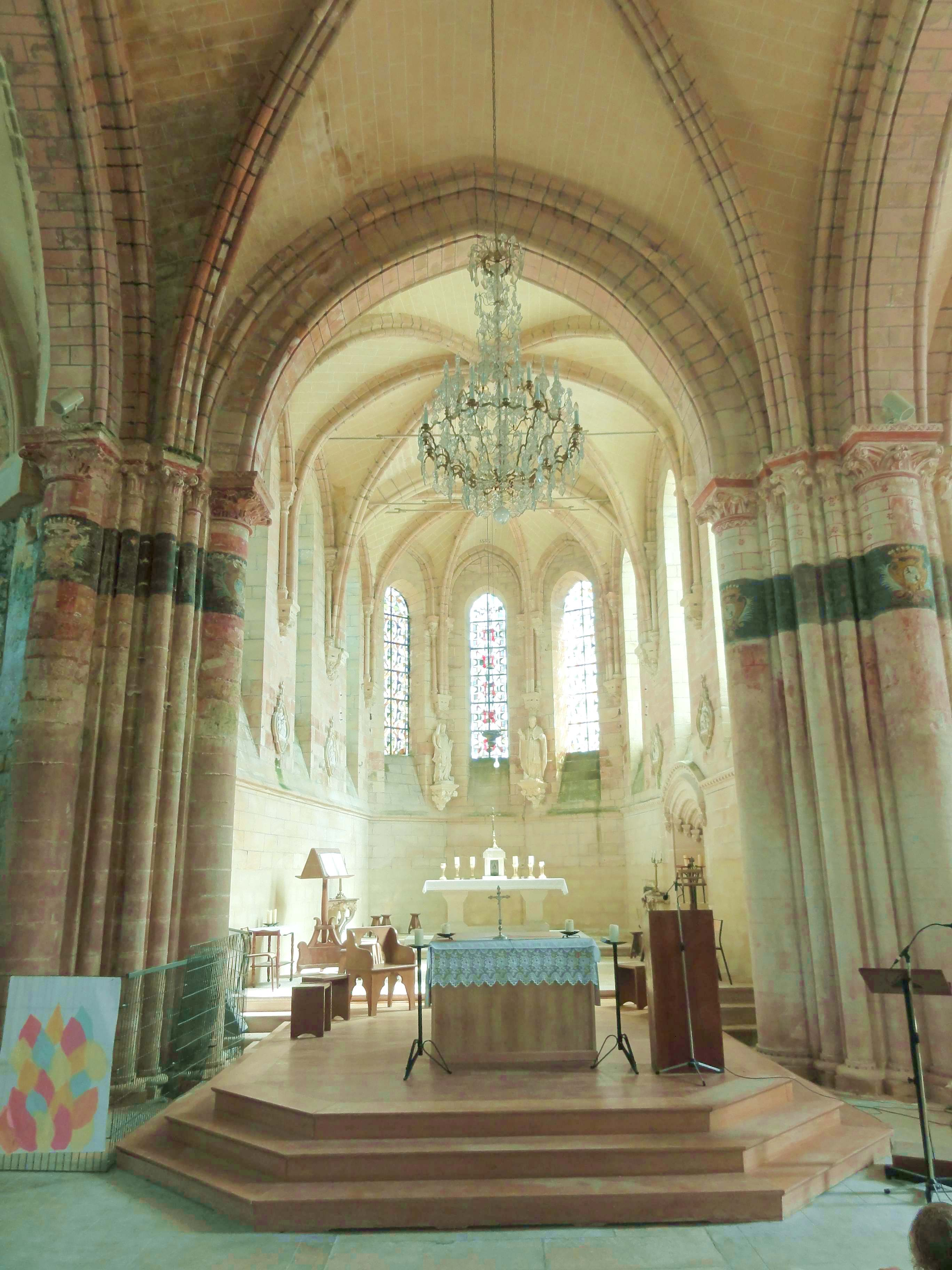
Croisée, vue vers l'est.

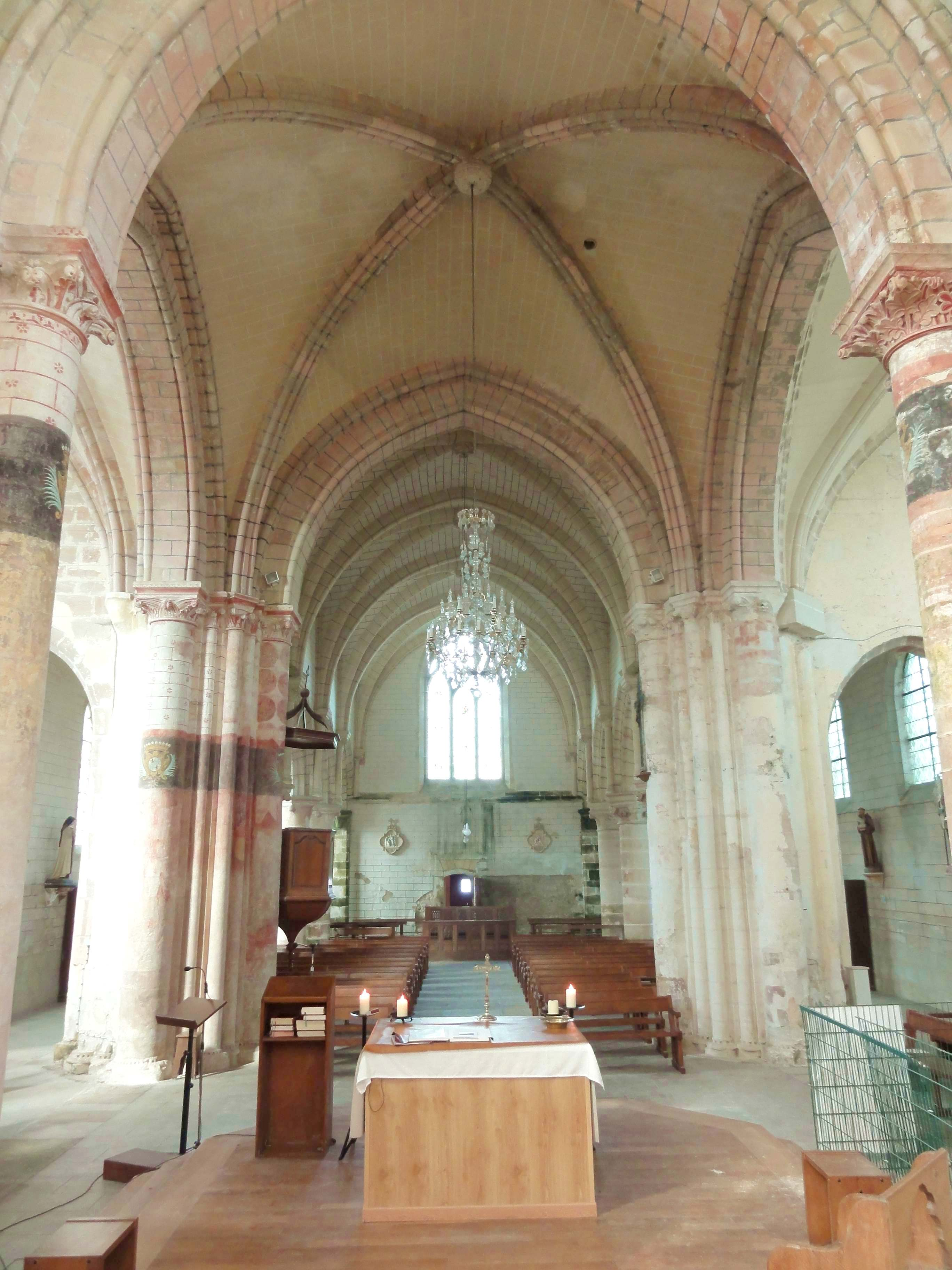
Croisée, vue vers l'ouest.

La croisée du transept demeure la travée la plus authentique de l'église. Son aspect n'a été modifié par aucun remaniement, et les seules restaurations portent sur le remplacement à l'identique de certaines bases, et sur l'application d'une clé de voûte néogothique. L'envergure du carré du transept est à souligner. Dans les églises à clocher central, qui sont la règle dans le nord de l'Île-de-France, la nécessité de supporter un clocher conduit fréquemment à des piles plus rapprochées, et la croisée du transept réduit ainsi la visibilité du sanctuaire depuis la nef des fidèles. Dans les environs, seulement l'église de Saint-Clair-sur-Epte possède un carré du transept aussi large. À Longuesse, dont l'église fut construite peu après Avernes et lui ressemble en plusieurs points, l'on préféra renoncer à un clocher central. Les quatre doubleaux séparant la croisée du transept des travées adjacentes sont en arc brisé, et à double rouleau. Le rouleau supérieur est mouluré d'un tore de chaque côté, et le rang de claveaux inférieur présente un méplat entre deux tores. Il retombe sur les tailloirs de gros chapiteaux de crochets, qui sont portés par des fûts engagés d'assez fort diamètre. Avec les ogives, qui sont au profil d'un filet entre deux tores, comme les doubleaux de la nef, le rang de claveaux supérieur retombe sur les tailloirs de faisceaux de trois fines colonnettes, qui sont logées dans des ressauts des piles du clocher. Leurs fûts sont de diamètre analogue. Les tailloirs et chapiteaux réservés aux ogives sont placés de biais, face à celles-ci, ce qui est le cas le plus fréquent jusqu'à l'éclosion du style rayonnant. La sculpture des chapiteaux développe une grande plasticité, et déploie essentiellement des feuilles striées aux extrémités recourbées en crochets, auxquelles se superposent des feuilles polylobées, pour l'essentiel des feuilles de chêne. La polychromie architecturale, qui pourrait subsister d'origine, fait essentiellement appel à l'ocre rouge. Les formes et contours des feuillages sont rehaussés, et des fleurettes et des lignes brisées sont dessinés sur les bandeaux des tailloirs. Des fleurettes réalisées au pochoir sont peintes au milieu des rectangles du faux-appareil. Des cercles se distinguent sur certains fûts, ce qui est peu commun. Les bases sont flanquées de griffes végétales, et affichent un rang de denticules entre un petit et un gros tore aplatis.
Parmi les deux croisillons, seulement celui du sud est en bon état, et reflète encore l'architecture d'origine. Les murs est et sud sont percés d'une haute et étroite lancette simple, en arc légèrement brisé, et sans remplage. Elles sont poussées haut sous le sommet des formerets. Leur hauteur représente à peu près la moitié de la hauteur des travées sous le sommet de la voûte. Une baie identique existait à l'ouest. Parfaitement conservée à l'extérieur, elle a été murée, car le bas-côté sud obture environ un quart de sa superficie. Cela sous-entend une extension de la largeur des bas-côtés. L'arcade faisant communiquer le bas-côté avec le croisillon affecte un profil flamboyant assez simple, comme si elle avait été percée dans un mur préexistant. L'élargissement du bas-côté remonterait donc à la fin du XVe siècle. Étant donné les proportions harmonieuses de la nef et de ses bas-côtés, il paraît difficilement concevable que les bas-côtés étaient primitivement plus étroits. Pourtant ils existaient, ou étaient au moins prévus dès le départ, comme le prouvent les faisceaux de colonnettes du XIIIe siècle près des piles occidentales du clocher (sinon, la question de la provenance des chapiteaux des grandes arcades se poserait). — La voûte du croisillon sud est munie de formerets toriques, et présente des ogives au profil d'une arête entre deux tores. Ce profil se retrouve dans le chœur. La clé de voûte est néogothique, et les chapiteaux dans les angles sud-ouest et sud-est le sont également. L'on trouve ici des faisceaux de trois colonnettes, qui répondent aux mêmes dispositions que dans le carré du transept. L'angle nord-est, près de la pile sud-est du clocher, conserve ses supports d'origine. Dans l'angle nord-ouest, les fûts ont disparu, et les vestiges des chapiteaux sont noyés dans une épaisse couche de plâtre. Comme autres particularités, une piscine liturgique et une niche en plein cintre sont ménagées dans l'épaisseur du mur oriental. La niche n'est pas tout à fait alignée sous la fenêtre. Elle est trop étroite pour abriter un autel, et ne commence de toute façon qu'à partir de la quatrième assise.
Dans le croisillon nord, l'on trouve une disposition semblable. Le mur oriental, rongé par l'humidité, n'a pas été restauré. L'on voit ainsi que la tablette qui divise horizontalement la niche de la piscine repose sur deux courtes colonnettes à chapiteaux. L'autre niche a été modifiée pour accueillir une statue de saint Roch, qui devait être associée à un retable aujourd'hui disparu. Comme l'indique leur profil concave, les formerets ont été refaits à la période flamboyante. Seul le sommet du formeret nord conserve son tore. Le mur septentrional est ajouré d'un grand oculus, dont le remplage de quatre formes en plein cintre surmontées de trois oculi est postérieur à l'époque gothique. Dans une ouverture circulaire, l'on s'attendrait plutôt à une rosace. Plus encore que le mauvais état du croisillon, les blocs de pierre qui se substituent aux chapiteaux et le bouchage de la partie inférieure de la baie orientale lui ôtent tout attrait. Dans la même paroisse, les églises de Bréançon et de Chars ont également souffert de telles restaurations inabouties.

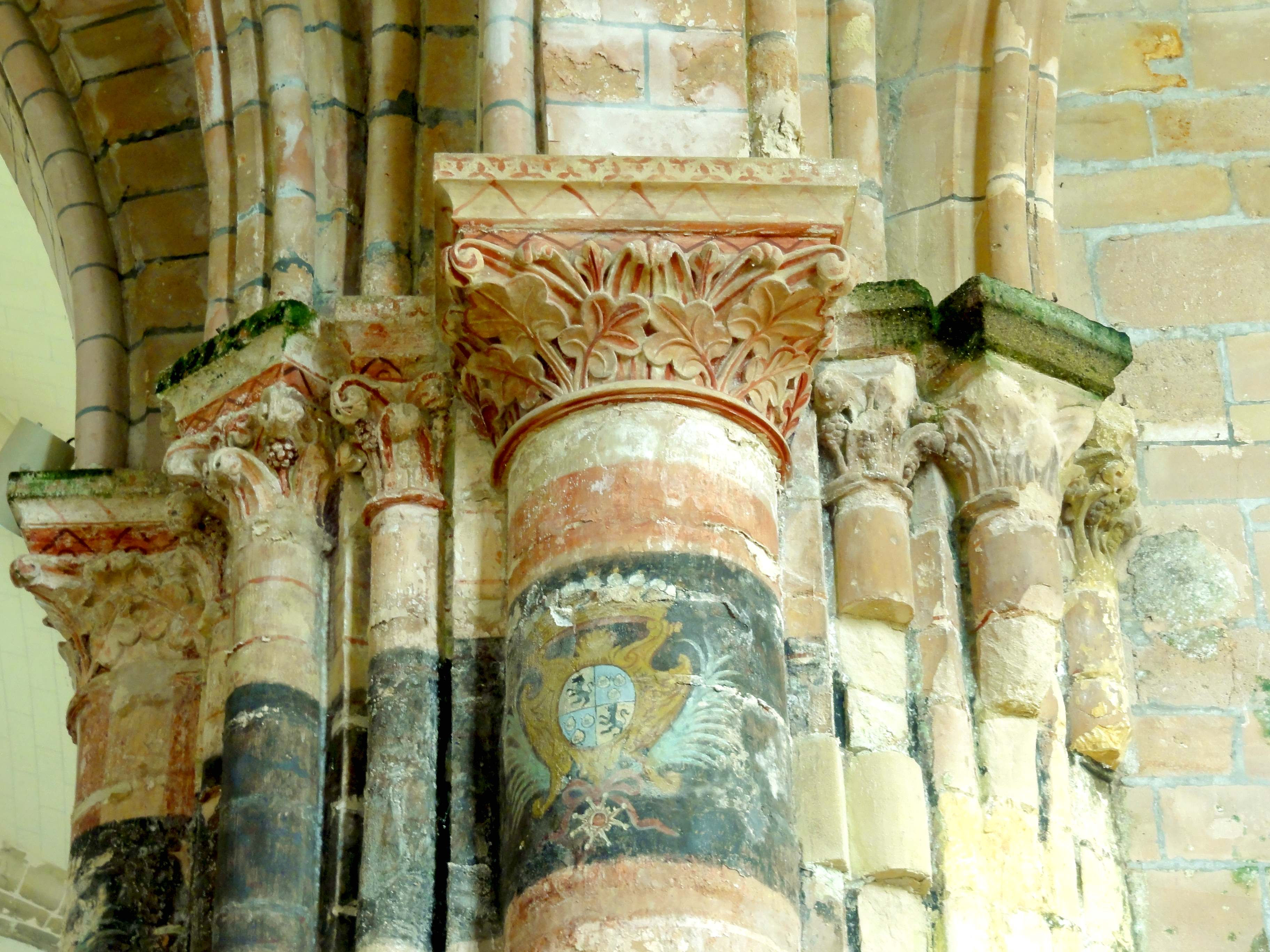
Doubleau vers le chœur, chapiteaux côté nord.
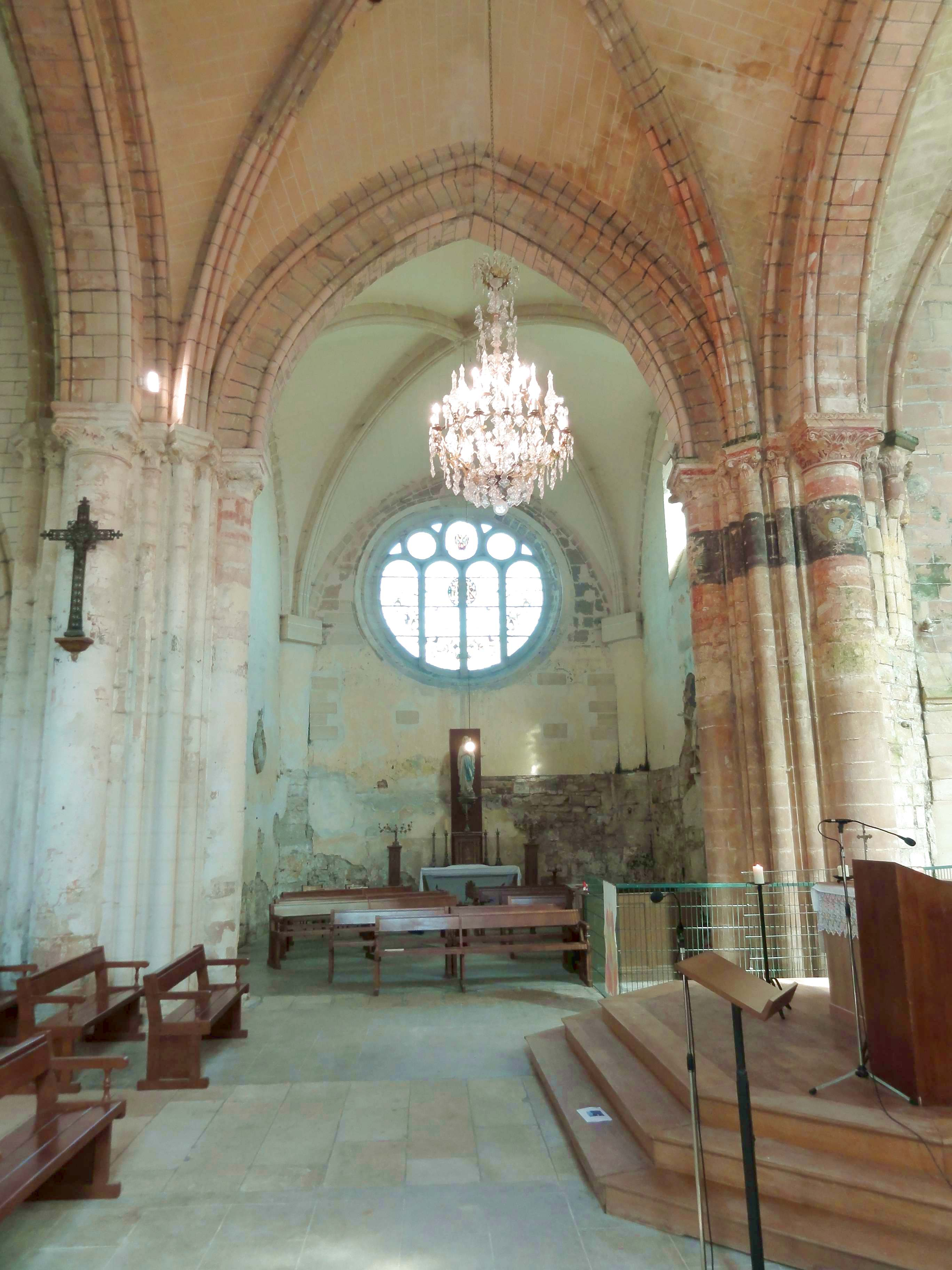
Croisée, vue vers le nord.
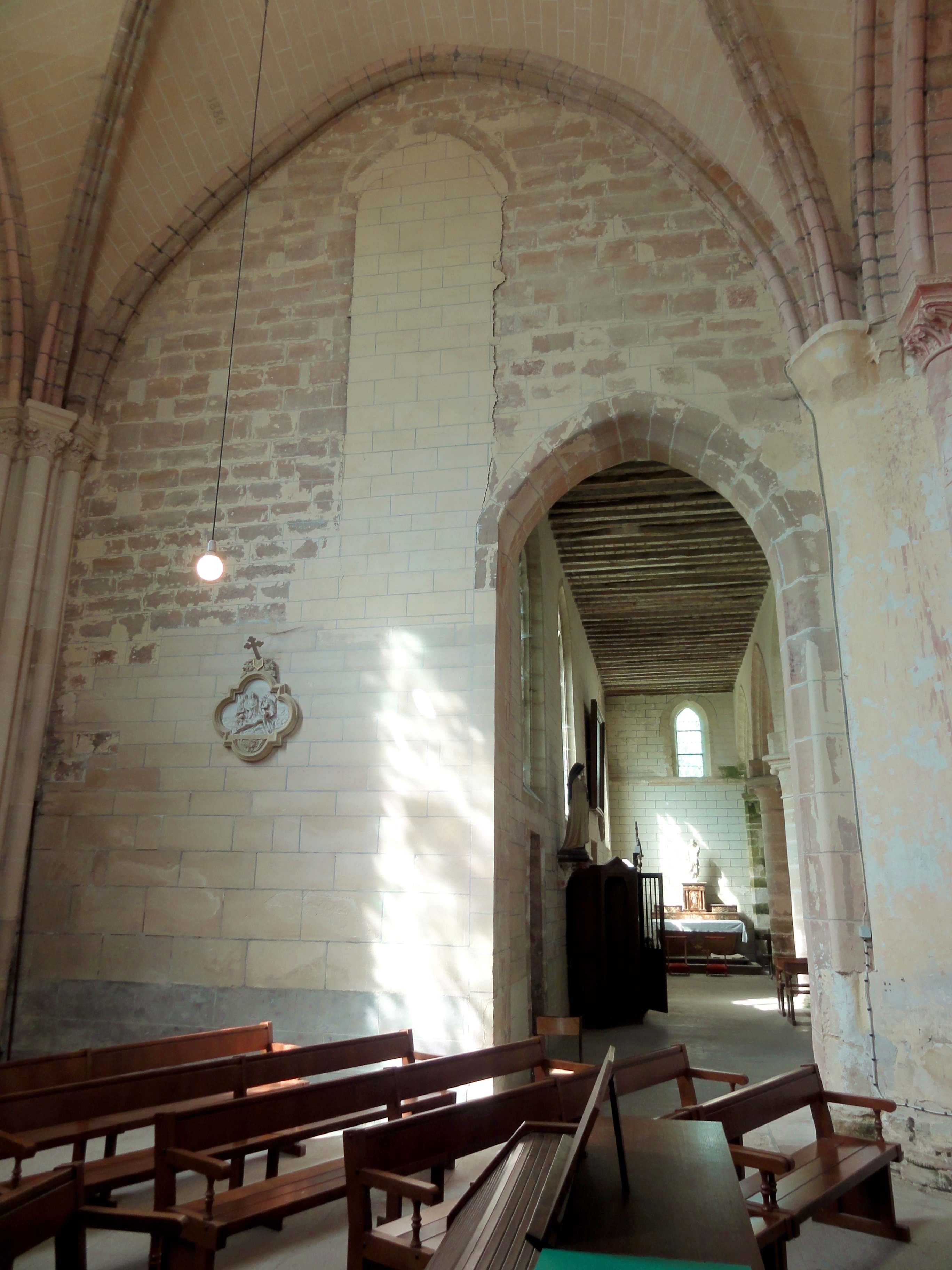
Croisillon sud, vue vers l'ouest.
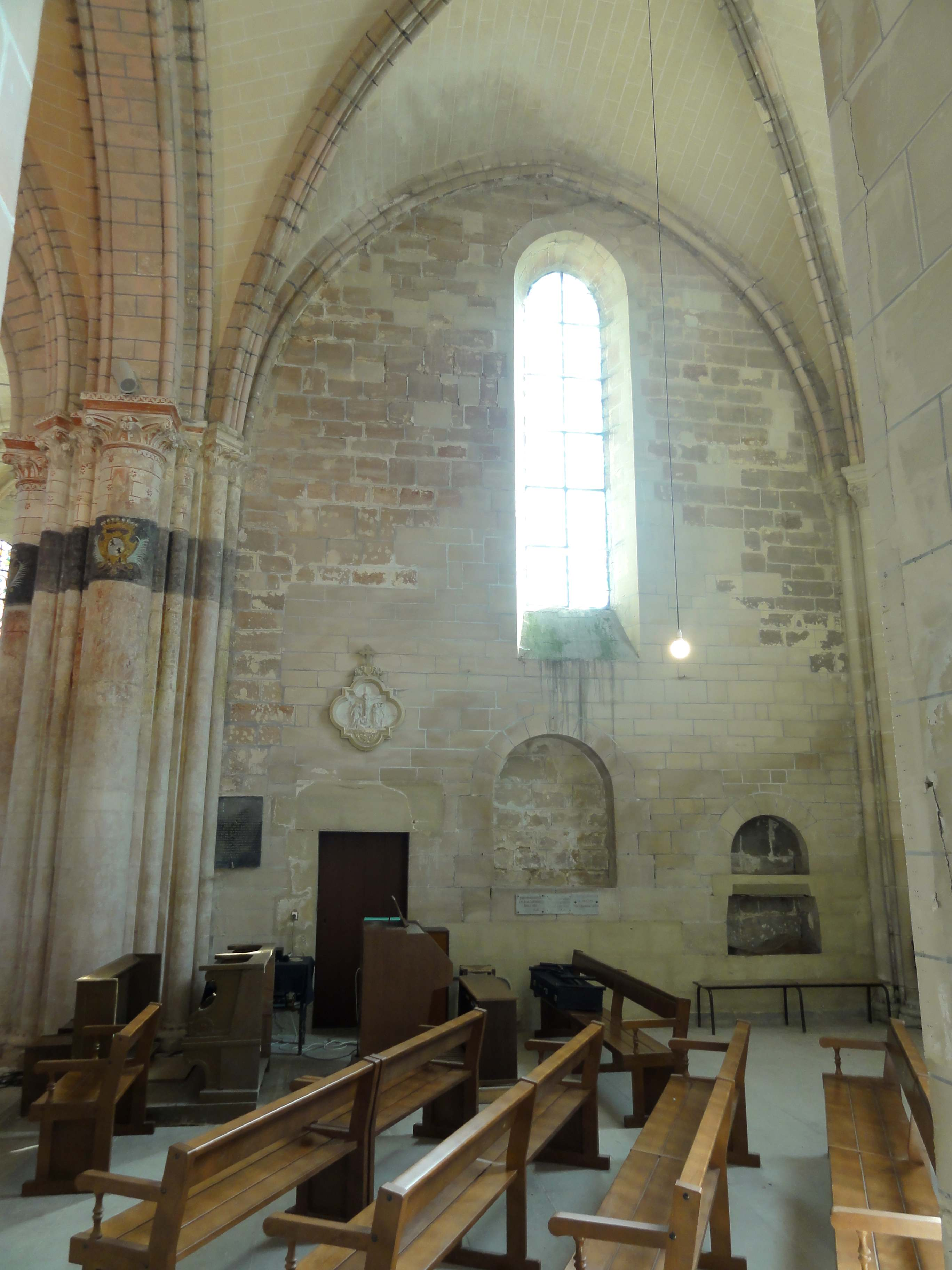
Croisillon sud, vue vers l'est.
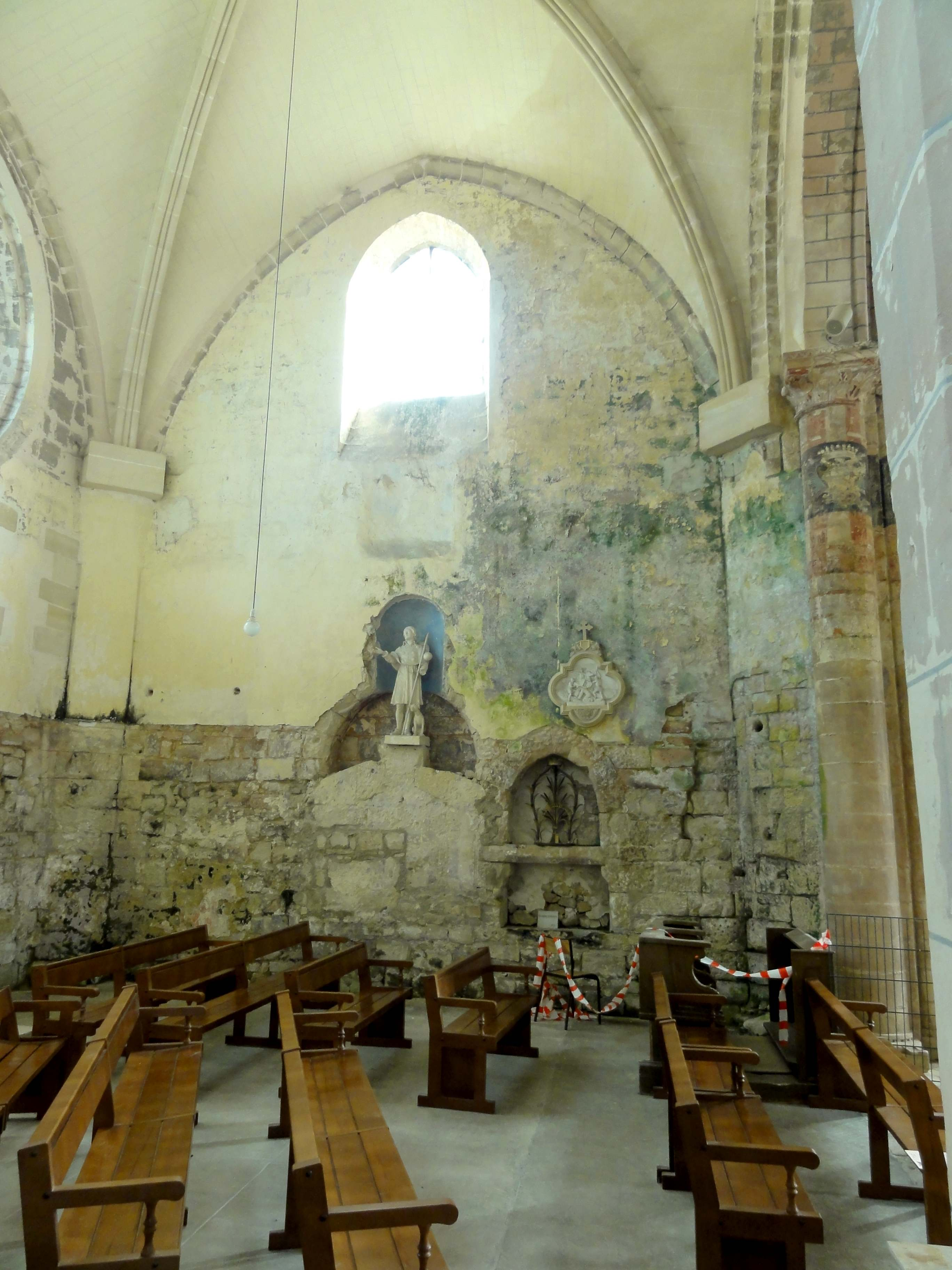
Croisillon nord, vue vers l'est.
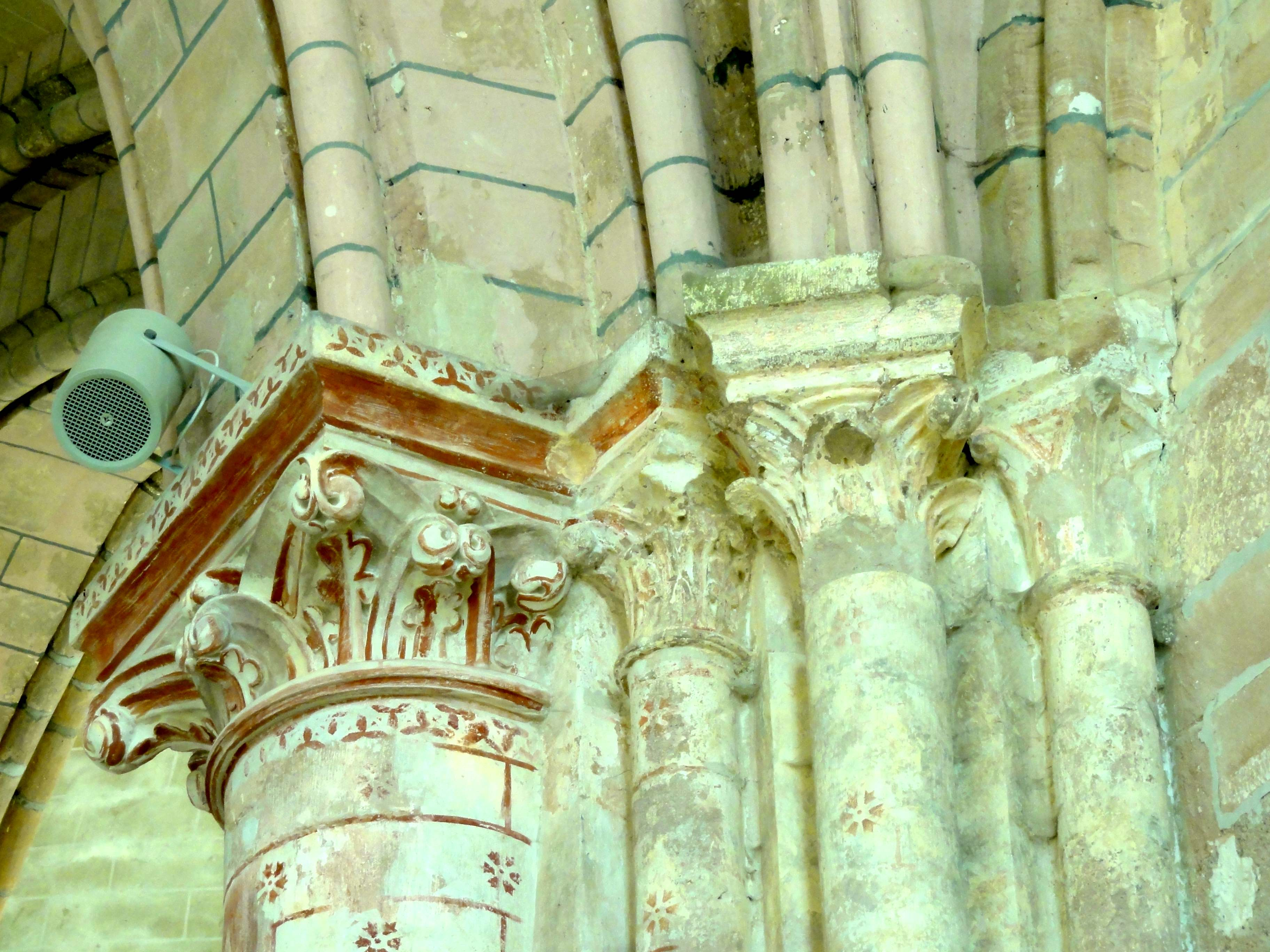
croisillon sud, chapiteaux dans l'angle nord-est.

#### Chœur

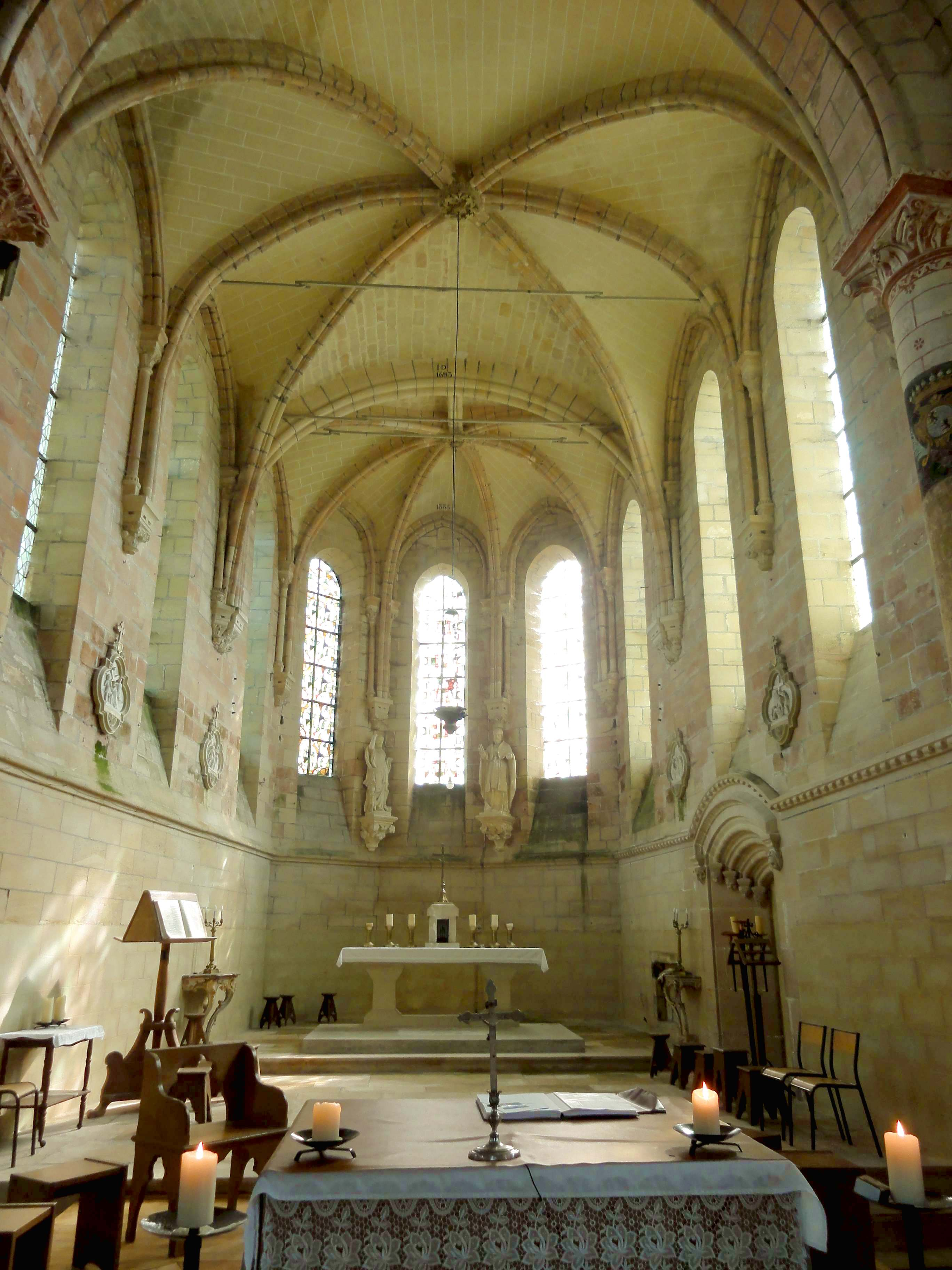
Chœur, vue vers l'est.

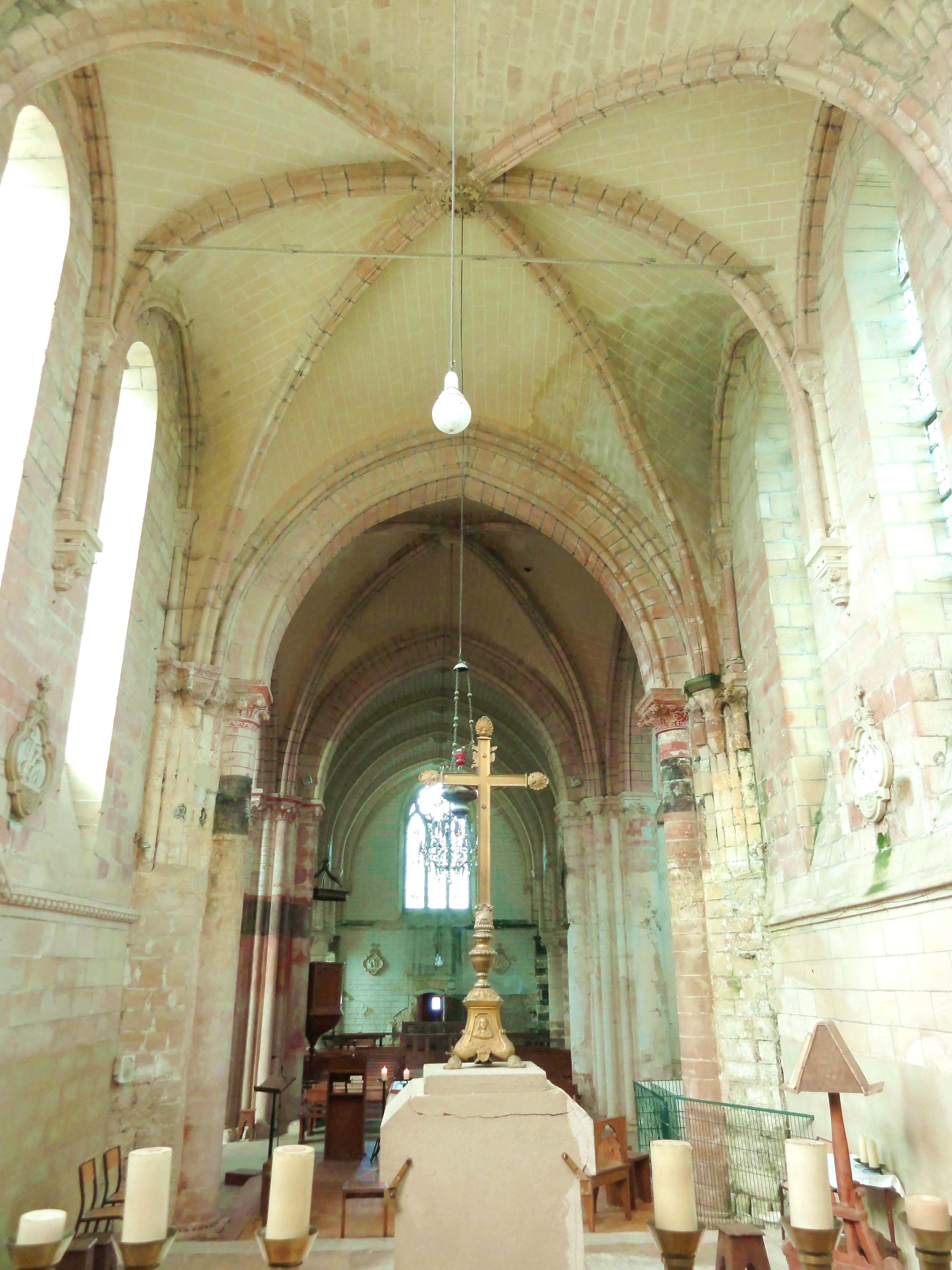
Chœur, vue vers l'ouest.

Avec son chœur profond, élevé et rythmé par des nombreuses fenêtres, neuf au total, l'église Saint-Lucien peut s'enorgueillir d'un espace liturgique remarquable, qui se distingue par une sobriété raffinée caractéristique de nombreuses églises monastiques : si le vœu de pauvreté interdit tout ostracisme, le rayonnement de l'ordre religieux et la dispersion géographique des filiales de l'abbaye-mère favorise le contact avec des maîtres-maçons de renom. Dans une région où le chevet plat domine, les chœurs polygonaux sans bas-côtés et déambulatoire ne sont pas nombreux à la première période gothique. En plus d'Avernes, l'on peut notamment citer Gouzangrez, Grisy-les-Plâtres, Longuesse, Nesles-la-Vallée, Vaux-sur-Seine, Vétheuil et Us, ainsi que Marines, où le caractère d'origine s'est perdu au gré des remaniements. Ces chœurs ont en commun l'éclairage par des lancettes simples, et des contreforts fortement saillants scandés par de multiples ressauts. À Gouzangrez, Us, Vaux et Vétheuil, l'abside est à sept pans. Ce n'est qu'à Avernes et Vétheuil que la largeur du sanctuaire diminue vers l'est, ce qui donne une perspective forcée, suggérant une profondeur encore plus importante qu'elle ne l'est en réalité. À Avernes, Nesles-la-Vallée et Vétheuil seulement, la première travée du chœur est recouverte d'une voûte sexpartite (des exemples plus nombreux existent en pays de France et dans l'Oise).
Les voûtes à six branches d'ogives engendrent une alternance entre supports forts et supports faibles, ceux-ci n'ayant à soutenir que les branches d'ogives supplémentaires et les formerets. C'est également le cas des supports dans les angles de l'abside, et il paraît évident de prévoir la même disposition pour ces derniers et pour les temps faibles. À Longuesse, l'on a adopté un système qui prévoit la retombée des ogives sur des colonnettes uniques en délit, et la retombée des formerets sur de courtes colonnettes qui reposent sur les tailloirs des précédentes. On le trouve déjà dans un édifice autrement connu, à savoir la basilique Saint-Mathurin de Larchant. Avant Longuesse, à en juger par la sculpture des chapiteaux, il a déjà dû être appliqué à Avernes. En effet, ce qui apparaît à première vue comme des culs-de-lampe sont en réalité des chapiteaux, car le dessous des corbeilles est de section circulaire et parfaitement plat. Il est toutefois vrai que les chapiteaux actuels ne datent que de 1883, mais ils sont susceptibles d'être des répliques plus ou moins fidèles de leurs modèles de la fin du XIIe siècle. On ne peut sans doute pas dire autant des culs-de-lampe proprement dits qui reçoivent les nervures des voûtes au niveau du doubleau intermédiaire. Ce qui a dissuadé la remise en place des colonnettes est peut-être le bandeau mouluré qui court à la limite des allèges, à moins qu'il ne date lui aussi que du XIXe siècle. En dessous, le parement des murs a été complètement refait, ce qui rend vaine la recherche de vestiges de la disposition primitive. Pour la même raison, il n'y a plus de piscine liturgique.
Toujours sur le plan des remaniements, il convient de signaler le remplacement des faisceaux de colonnettes près du doubleau vers la croisée du transept par des massifs de maçonnerie obliques jusqu'à deux tiers de leur hauteur, et la forte détérioration des fûts, voire leur disparition complète, au-delà. Les chapiteaux et tailloirs demeurent néanmoins indemnes. Leur confrontation aux autres chapiteaux du chœur met en exergue le caractère néogothique de ces derniers, sauf certains chapiteaux des formerets. Les plus originaux sont ceux situés dans les angles près du transept. L'un représente une chauve-souris, et l'autre une chouette. Tous les autres motifs sont végétaux. Il n'y a pas de rupture stylistique avec le transept. Le profil des ogives est le même que dans les croisillons, tandis que le doubleau est mouluré de trois tores accolés, ce qui est plus rare. Les colonnettes des formerets ont les mêmes bases que celles autour de la croisée du transept. Les deux clés de voûte sont malheureusement néogothiques. Ce remplacement des clés de voûte est une exception lors des restaurations du XIXe siècle, car les clés non armoriées des XIIe et XIIIe siècles ont généralement traversé les siècles sans dommages, et n'ont pas été mutilées sous la Révolution. Comme légère différence avec les croisillons, l'on peut signaler l'absence d'ébrasement des fenêtres, qui s'ouvrent en revanche au-dessus d'un long glacis encore plus pentu. Une curiosité architecturale est la décoration de l'archivolte de la porte bouchée du côté sud, qui devait assurer l'intercommunication avec le prieuré. Son arc en anse de panier est surmonté d'un tore et d'un rang de rinceaux, et son intrados est mouluré de quatre tores logés dans des gorges, qui sont séparés par des angles rentrants. Les cinq tores sont réceptionnés sur les tailloirs de modillons sculptés de masques humains, où des feuillages tiennent lieu de cheveux. Ces œuvres évoquent la sculpture flamboyante, mais étant donné leur état de conservation, ne devraient pas être antérieures à 1883.

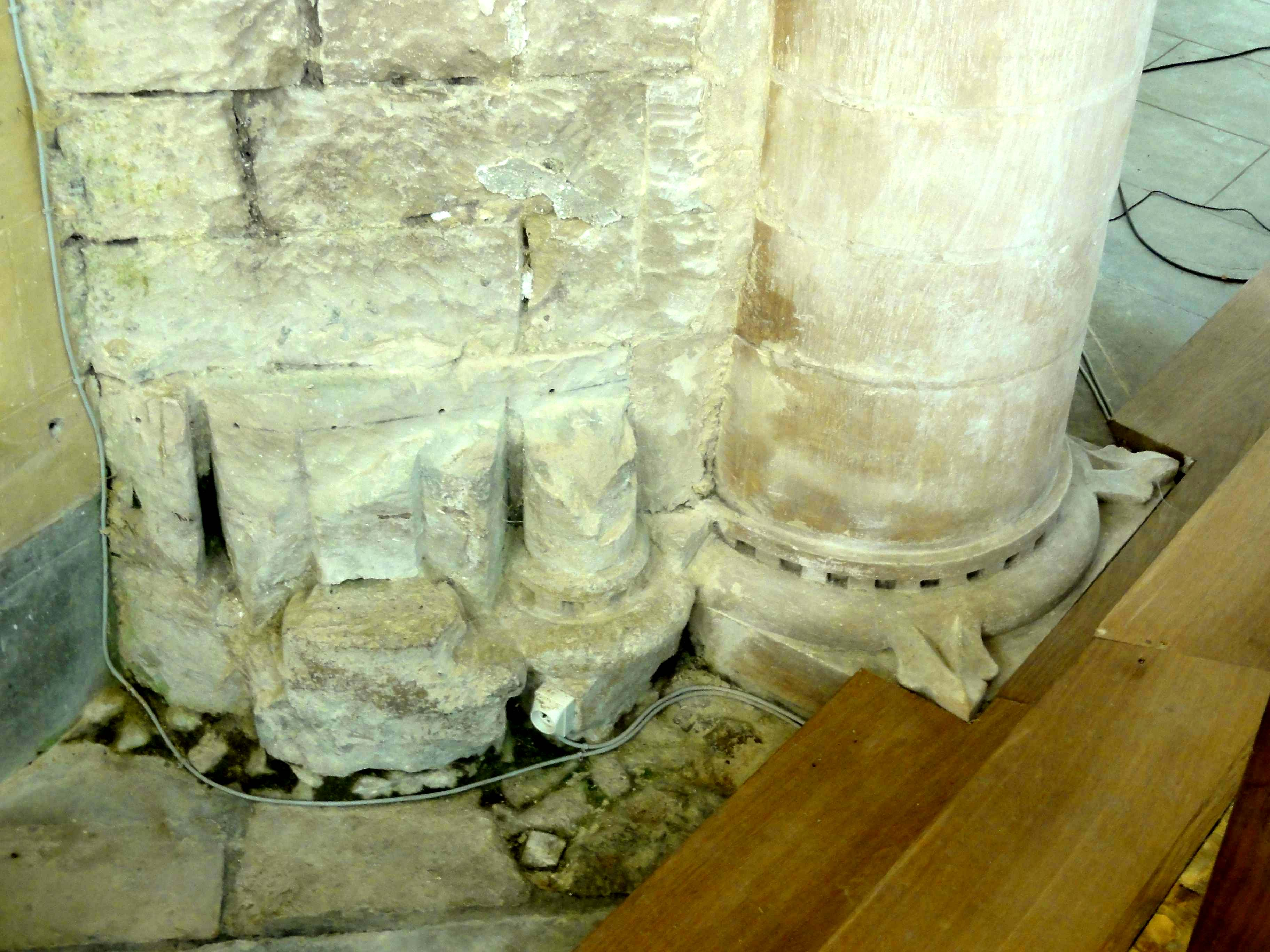
Bases dans l'angle sud-ouest.
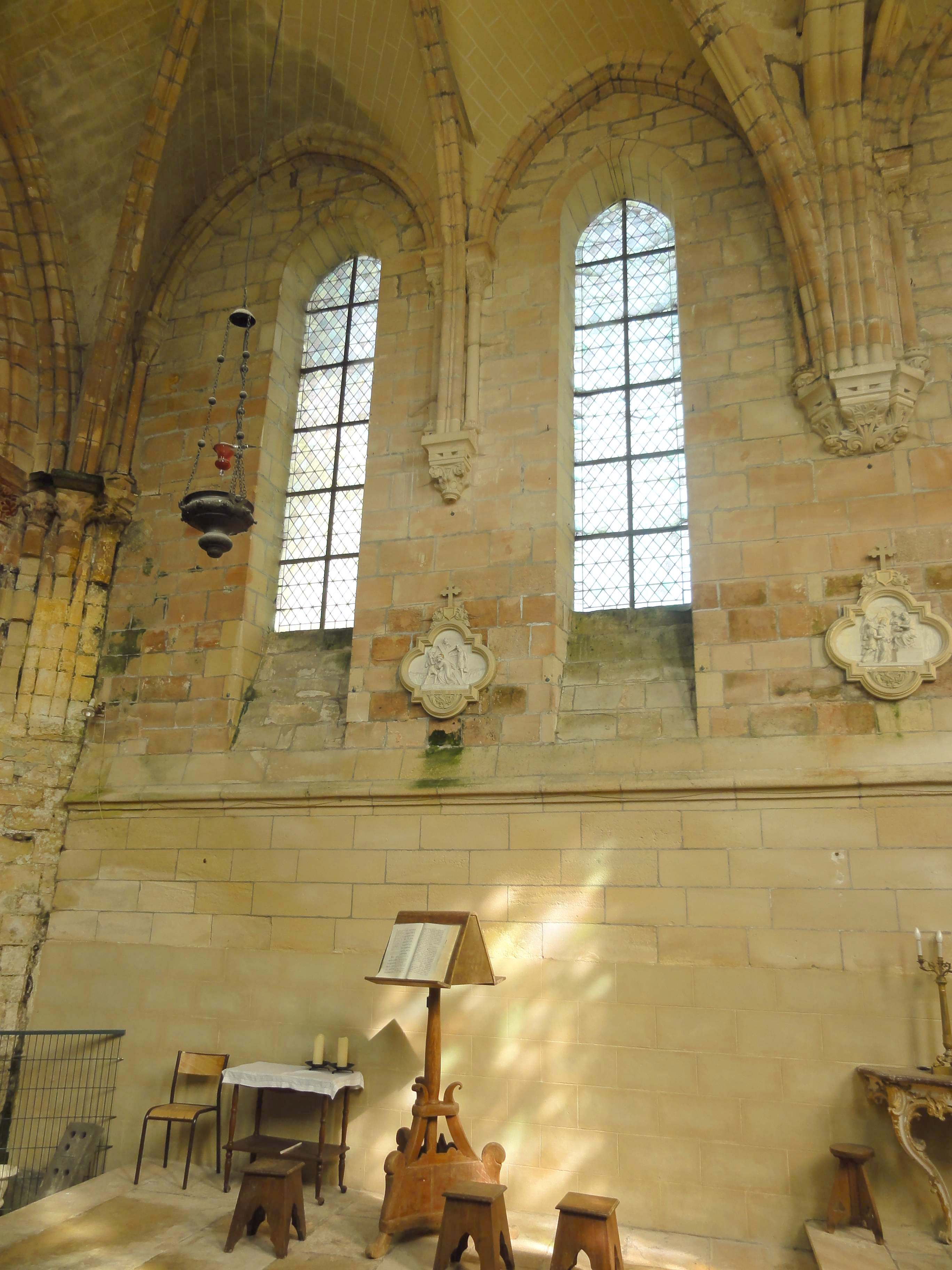
Première travée, élévation nord.
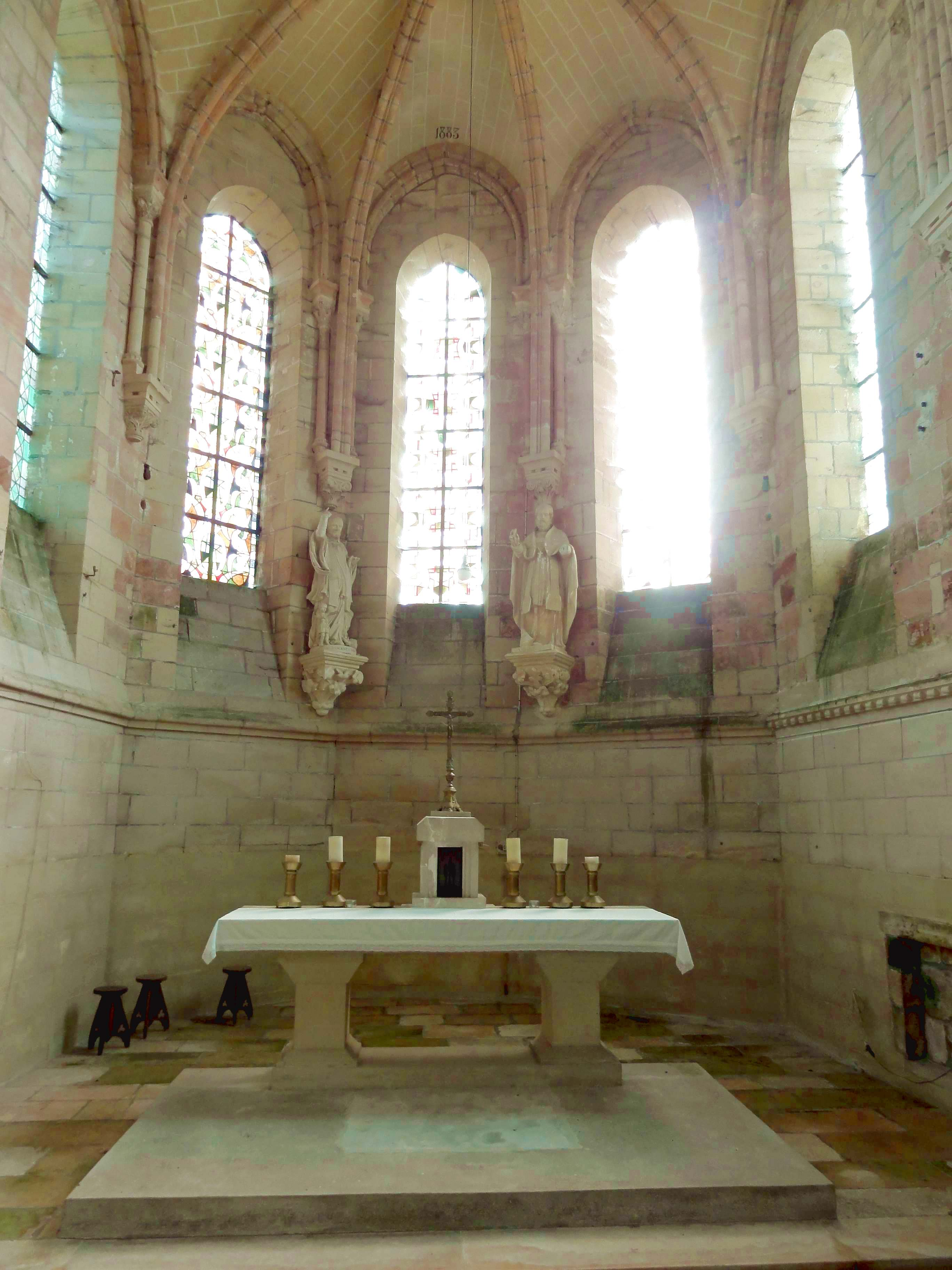
Chevet ; la date de 1883 se lit en haut.
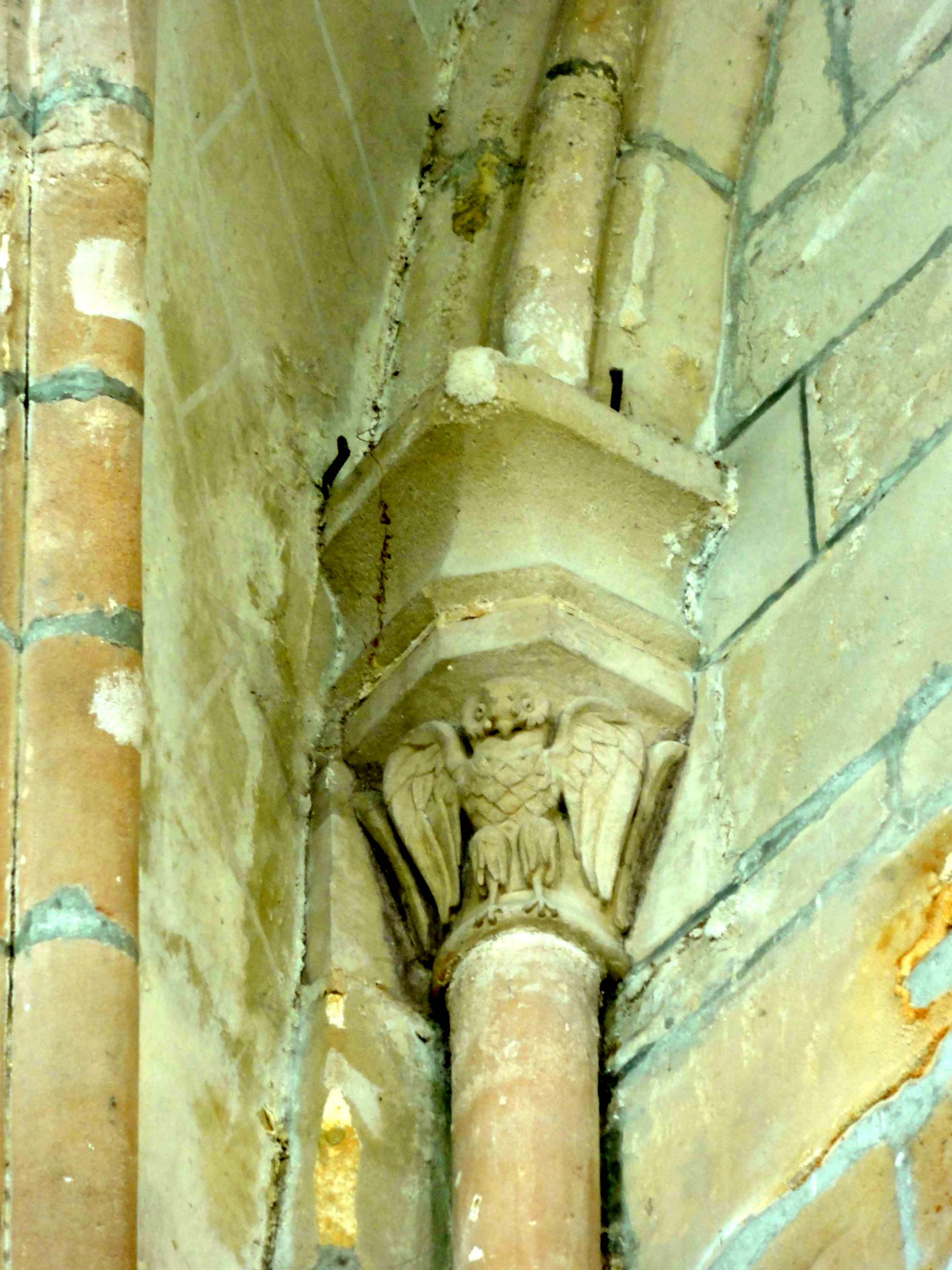
Chapiteau du formeret dans l'angle nord-ouest.
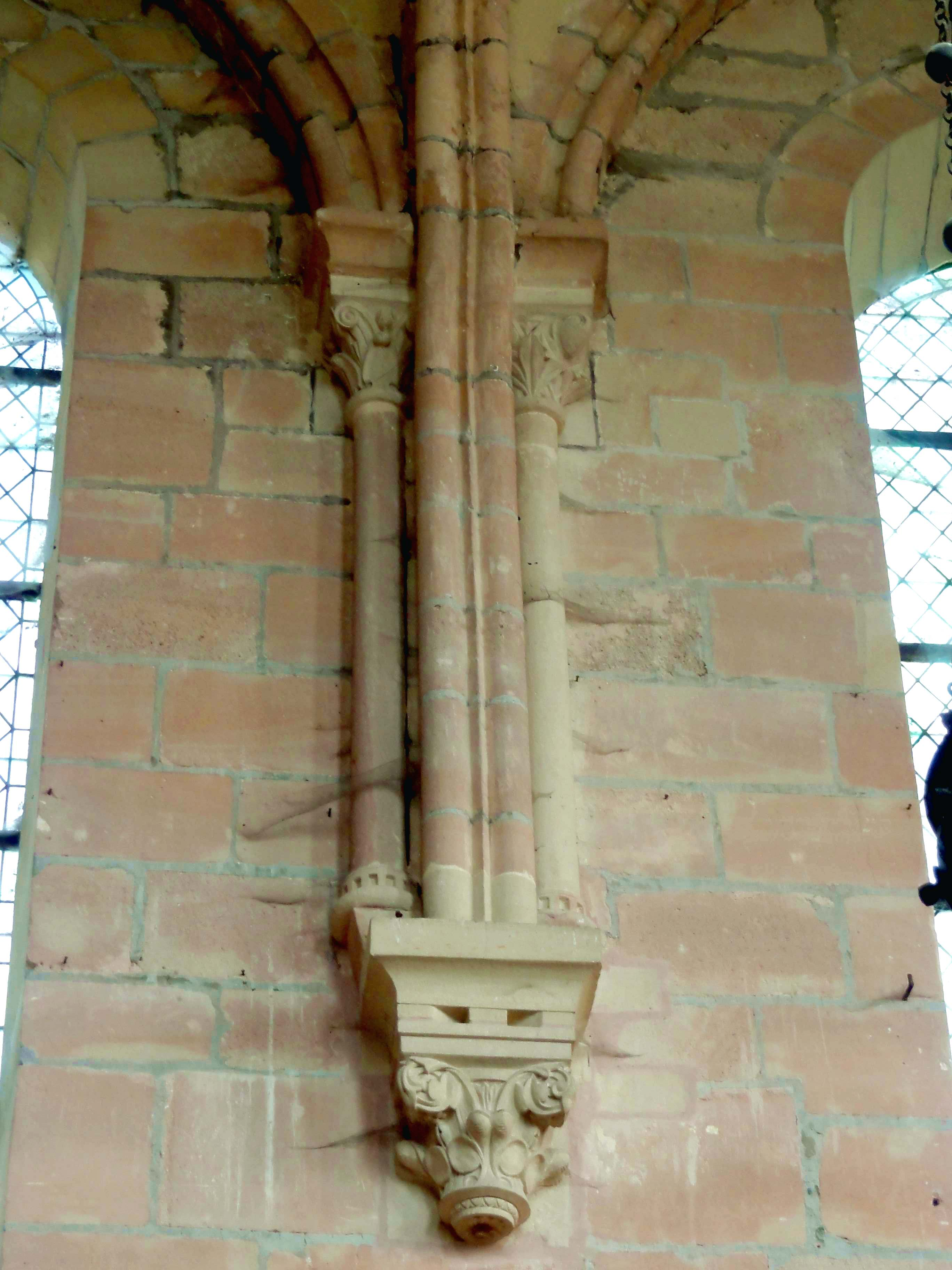
1re travée, supports au niveau du temps faible.
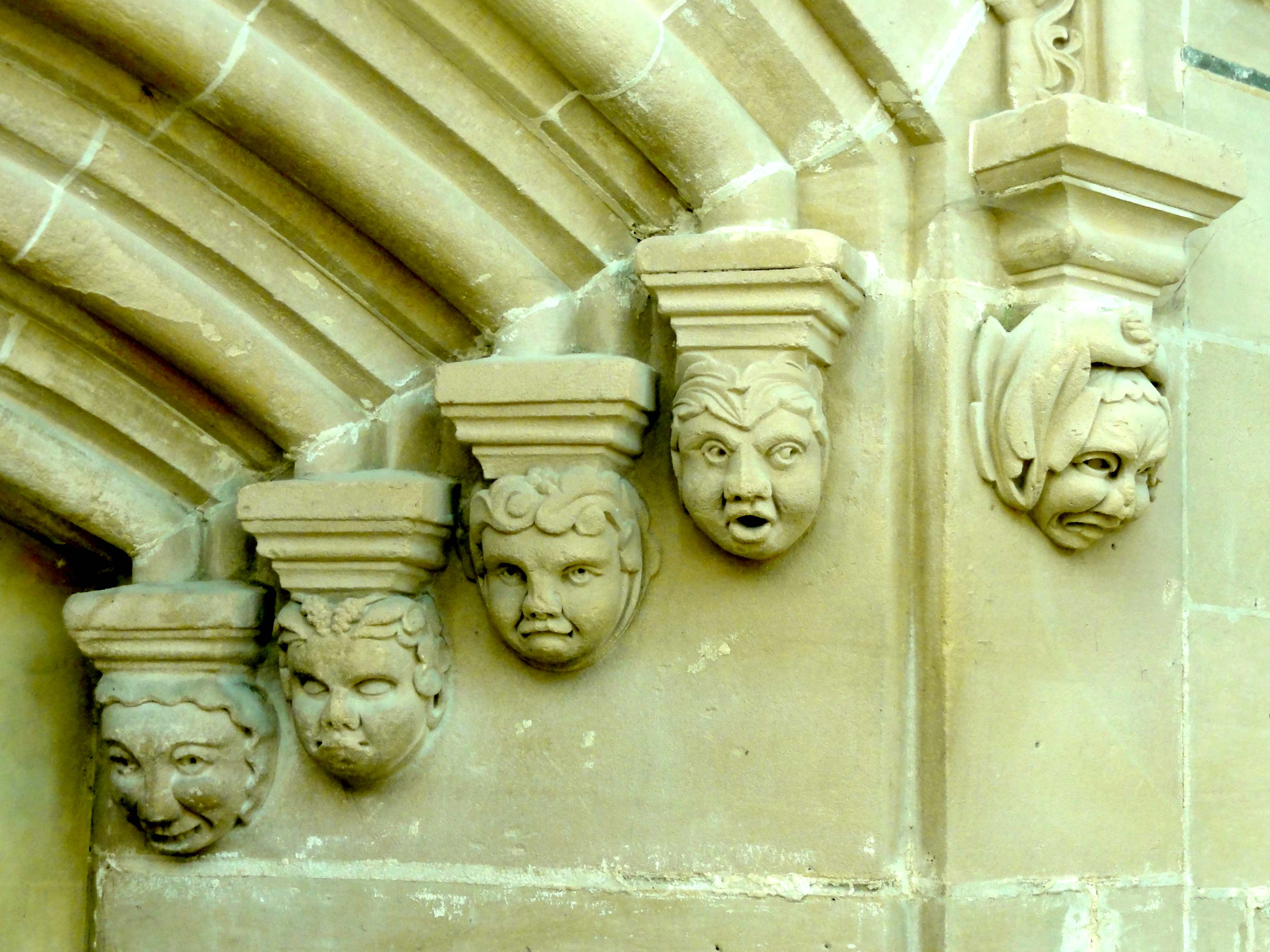
Décoration de l'ancienne porte vers le prieuré.

### Extérieur

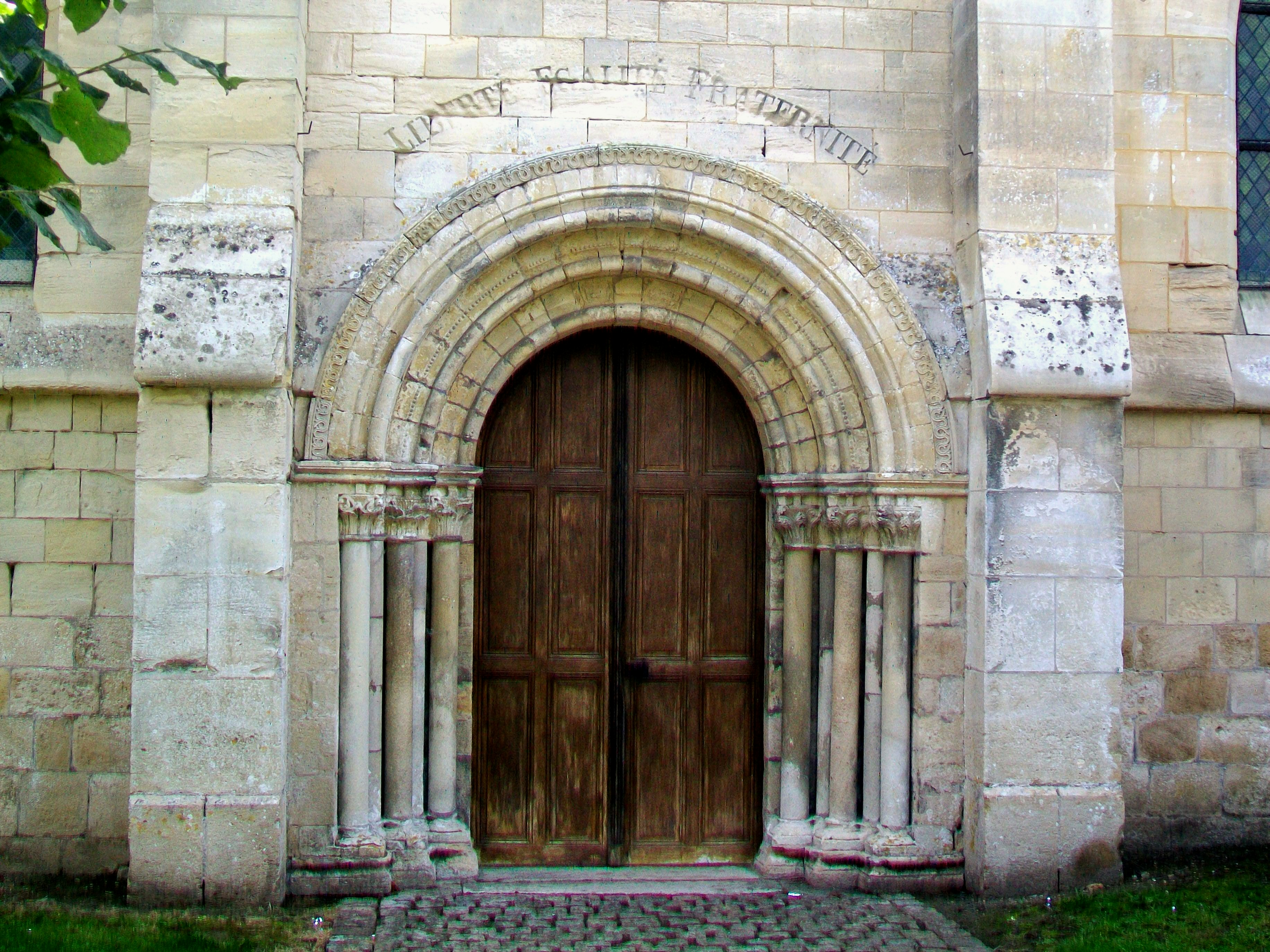
Portail du milieu du XIIe siècle.

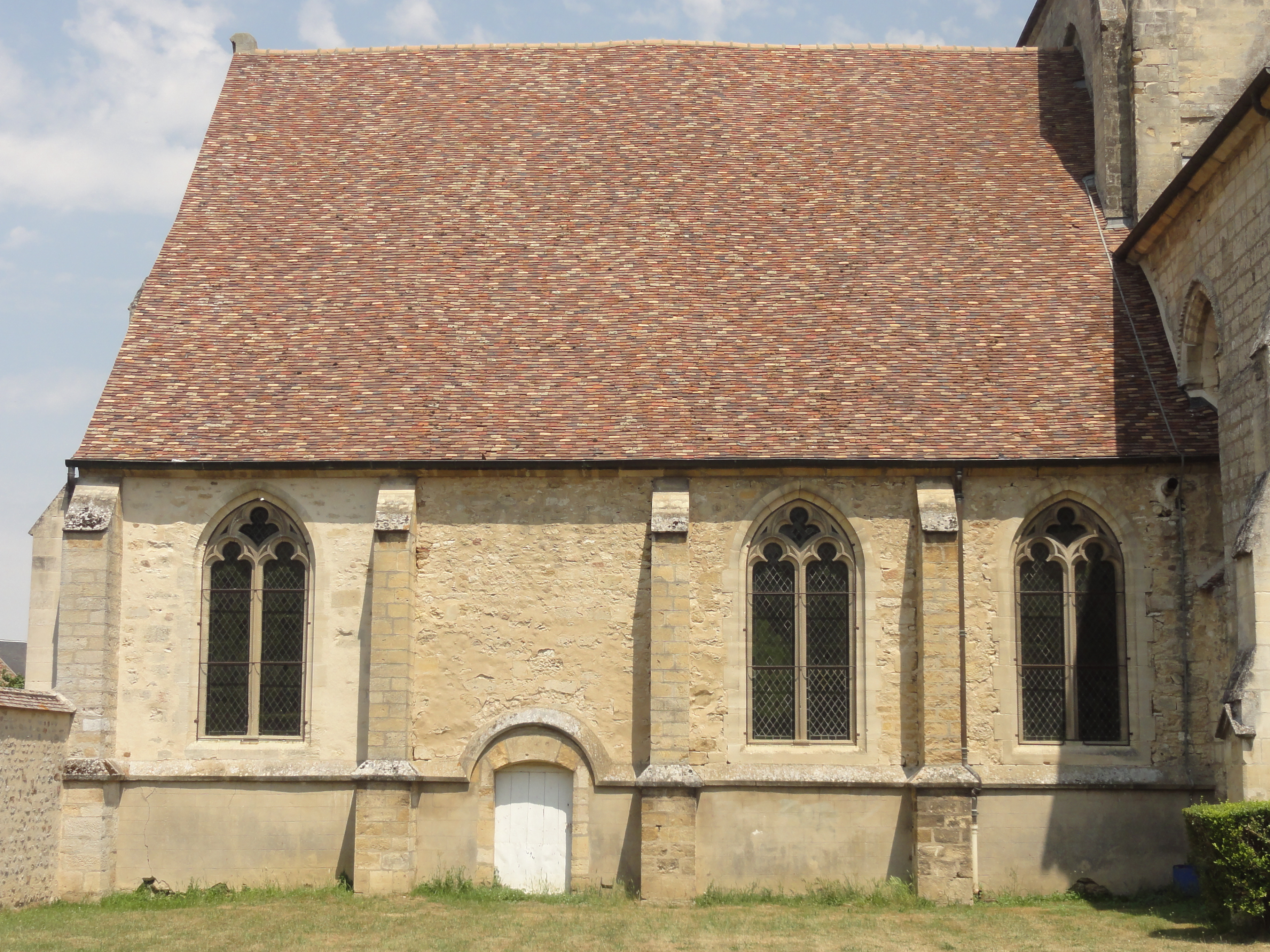
Bas-côté sud.

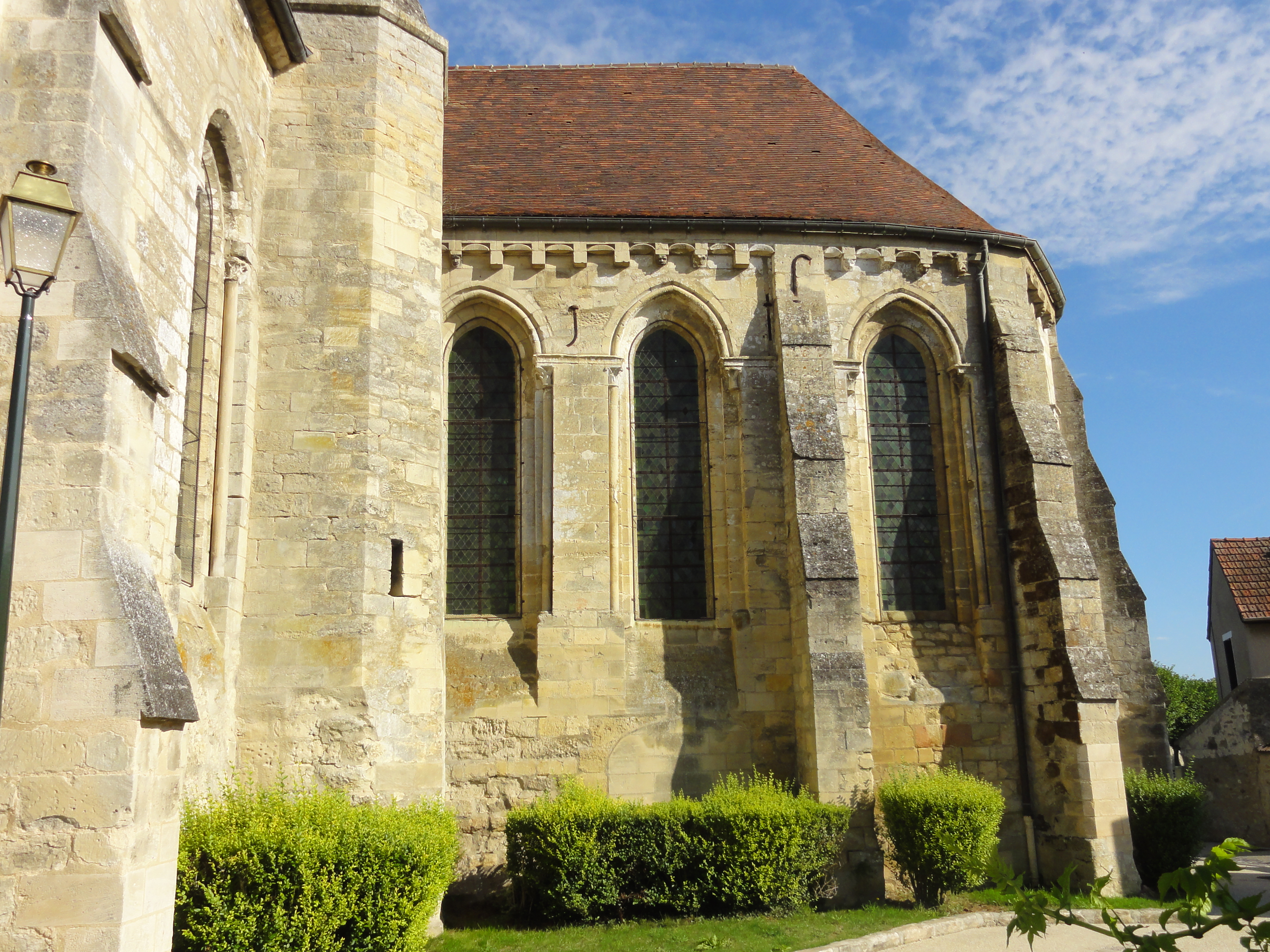
Chœur, côté sud.

L'édifice doit sa silhouette particulière à son clocher central, d'un diamètre important mais de faible hauteur, avec un étage unique, qui dépasse à peine les faîtages des toitures, si bien que ses baies disparaissent pour moitié derrière. Il est coiffé d'une haute flèche octogonale couverte d'ardoise. Le beffroi est abrité à l'intérieur de la flèche, ce qui illustre que l'étage de beffroi fait défaut : soit il a été détruit, soit il n'a jamais été construit, peut-être par crainte pour la solidité des piles, fondées sur un sol meuble. Le seul étage du clocher était donc prévu comme étage intermédiaire, ce qui explique aussi qu'il ne soit ajouré d'une baie unique par face, alors que deux baies géminées soient la règle dans la région. Les baies sont en arc brisé, à double rouleau, et non décorées. Deux contreforts orthogonaux épaulent chacun des angles. Ils sont peu saillants, et se retraitent une fois grâce à un fruit, puis s'amortissent par un glacis. Au niveau des impostes des baies, ils diminuent de largeur pour laisser libres les angles saillants du clocher. Il n'y a pas de corniche.
Autour du portail, le bas-côté nord est appareillé en pierre de taille. Sinon, la nef et les bas-côtés sont bâtis en moellons noyés dans un mortier, à l'exception des contreforts, qui s'amortissent par un glacis formant larmier, et du larmier qui court à la limite des allèges, en faisant le tour des contreforts. Ses caractéristiques se rencontrent de la fin de la première période gothique jusqu'à la fin de la période flamboyante, et n'aident donc pas à la datation. L'on peut seulement dire que les élévations extérieures sont postérieures aux chapiteaux visibles à l'intérieur. Dernier élément roman de l'église, le portail septentrional présente une triple archivolte en plein cintre, supporté par trois colonnettes à chapiteaux de part et d'autre. Entre ces colonnettes, les ressauts du mur sont cachés sous des colonnettes plus fines. C'est une particularité très rare, qui ne se rencontre nulle part ailleurs dans le Vexin français, mais dans le Pincerais voisin, à Crespières. Chacune des voussures de l'archivolte est moulurée d'un tore dégagé. S'y ajoute un rang de perles sur la voussure médiane, et une baguette sur la voussure supérieure. L'ensemble est surmonté d'une frise de feuillages, qui dessinent une ligne ondulée. À gauche du portail, les chapiteaux sont sculptées de feuilles d'acanthe traitées à l'antique, et à droite, selon Pierre Coquelle, de fines palmettes mélangées à des épis de blé, ces derniers symbolisant l'Eucharistie. Les fûts sont en délit. Plusieurs ont été refaits. Les bases sont composées d'une scotie et d'un gros boudin aplati, qui est flanqué de griffes végétales. La mouluration soignée des socles est à souligner. Le tympan et le linteau se sont perdus. La largeur entre les piédroits est de 1,80 m, et la hauteur des tailloirs est de 2,24 m. Selon Bernard Duhamel, le portail proviendrait de la façade occidentale. Au-dessus, subsiste une inscription gravée à l'époque de la Révolution française quand l'église devient temple de la Raison : la devise républicaine Liberté, Égalité, Fraternité.
Extérieurement, le transept et le chœur se présentent comme un ensemble homogène de la fin du XIIe et du début du XIIIe siècle, mais les restaurations sont nombreuses. À l'exception des pignons du transept, les murs sont soigneusement appareillés en pierre de taille. Les contreforts des croisillons sont à trois glacis formant larmier ; ceux du chœur comptent un glacis supplémentaire. Les fenêtres sont à ébrasement extérieur, et généralement flanquées de deux fines colonnettes en délit. C'est une marque de raffinement et d'élégance, qui semble conforter l'hypothèse de l'existence ancienne de colonnettes en délit dans les angles de l'abside. Là où les fûts ont disparu, ils n'ont pas été remplacés lors des restaurations. Les chapiteaux de crochets ou de feuilles plates restent tous en place. Sur le chœur, où les fenêtres sont rapprochées, une tablette moulurée continue tient lieu de tailloir. Elle supporte des archivoltes simples, qui sont moulurées d'un tore dégagé, et surmontées d'un rang de têtes de clous sur les croisillons seulement (cet élément du décor s'étant perdu à l'est du croisillon sud, et la baie septentrionale du croisillon nord est de toute façon un grand oculus du XVIe siècle). La basilique de Larchant et l'église de Vétheuil possèdent des fenêtres identiques. Les corniches des croisillons ne subsistent plus qu'à certains endroits. Elles sont formées d'une tablette reposant sur des modillons sculptés de masques. La corniche du chœur est toujours complète, et particulièrement remarquable. Ici, des ovales allongées, taillées en biseau, s'insèrent entre les modillons. Le chœur de Longuesse arbore une corniche identique, ce qui souligne encore les liens de parenté entre les deux églises, déjà mis en relief par l'examen intérieur. On la retrouve également à Seraincourt, ou, dans une forme plus archaïque et sans modillons, sur l'absidiole nord de Condécourt. Dans le contexte de Seraincourt, Aimée Rivière indique l'origine lombarde de cette forme de corniche.

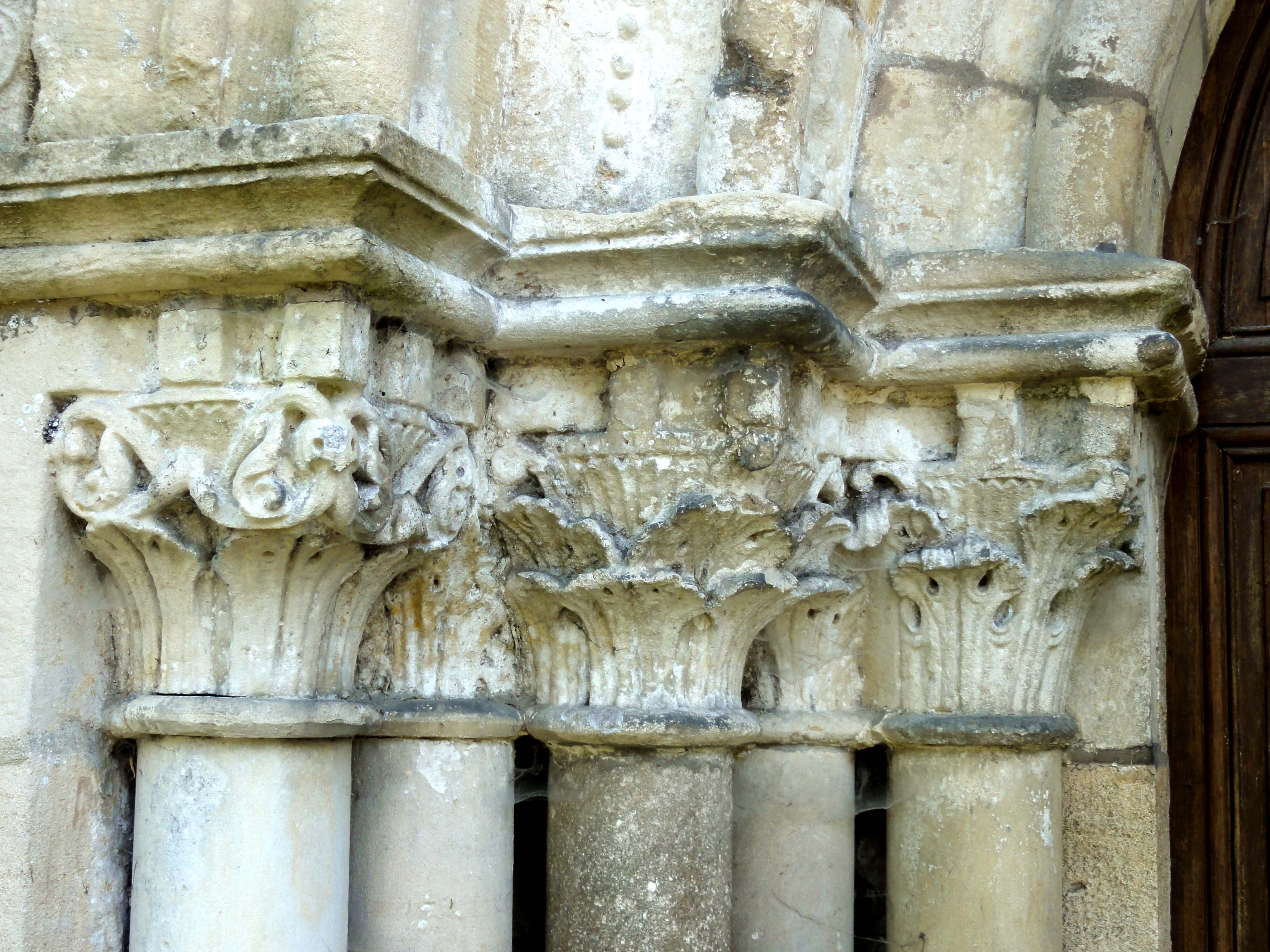
Chapiteaux du portail.
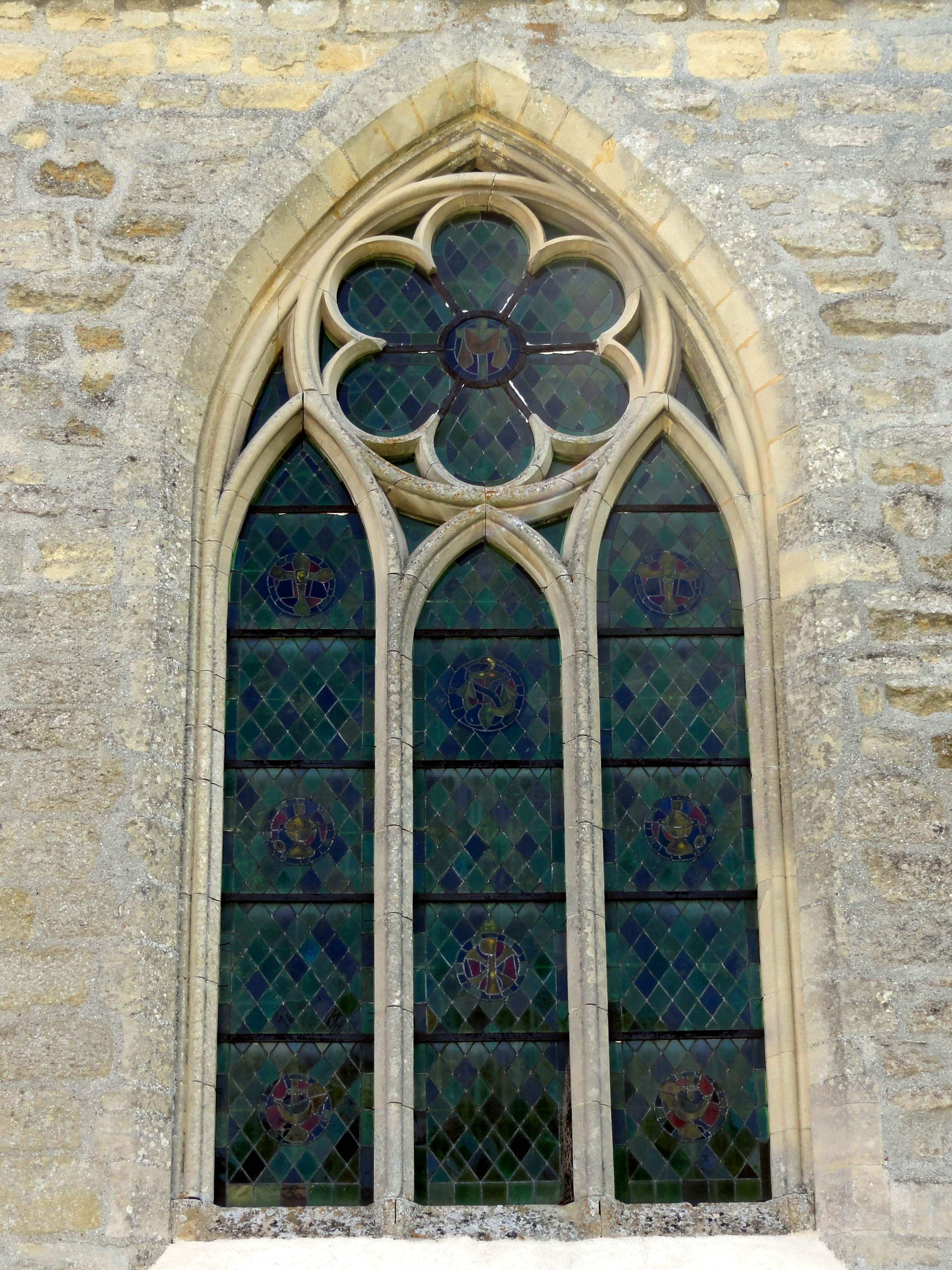
Fenêtre de la nef.
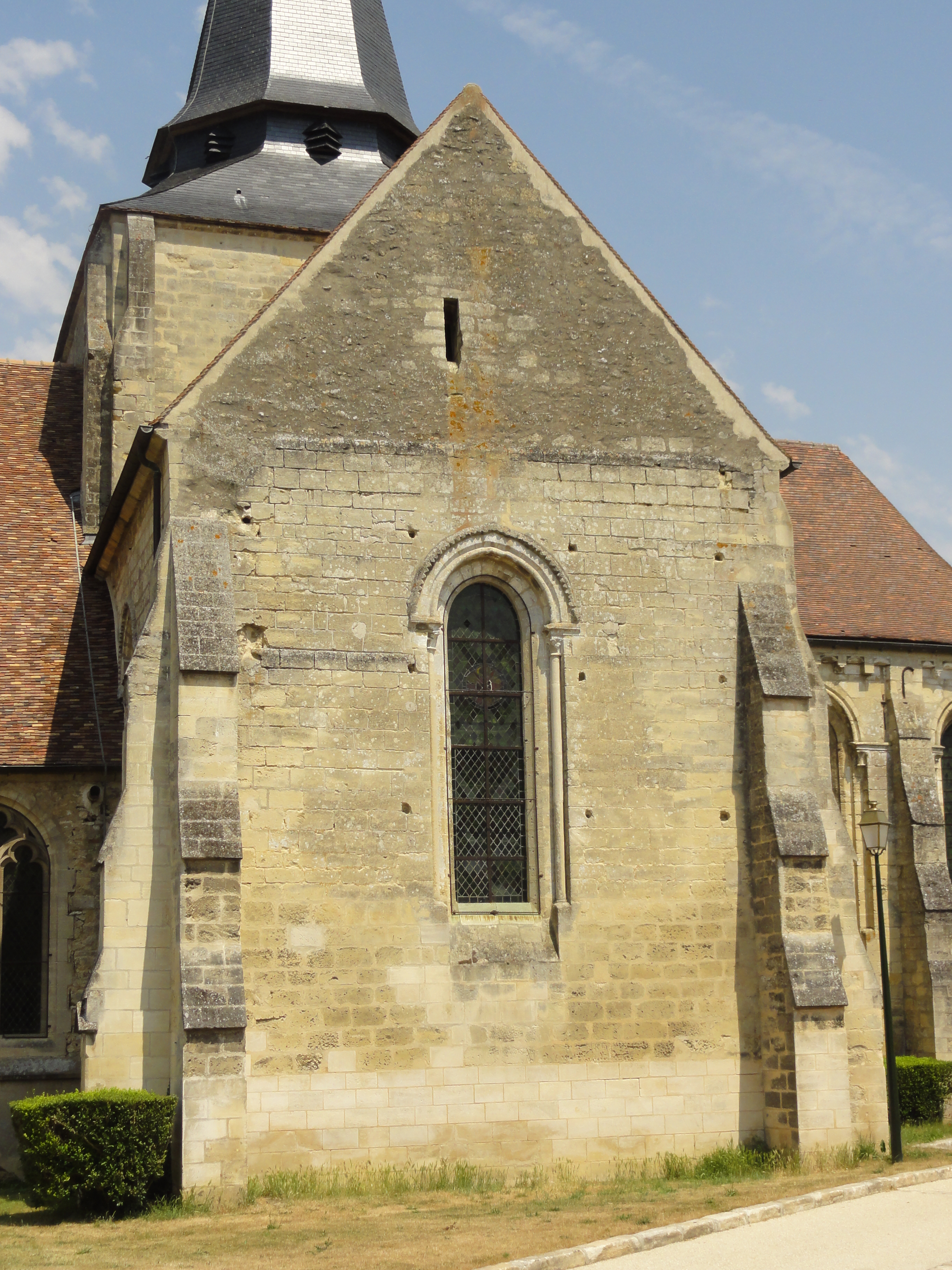
Croisillon sud, côté sud.
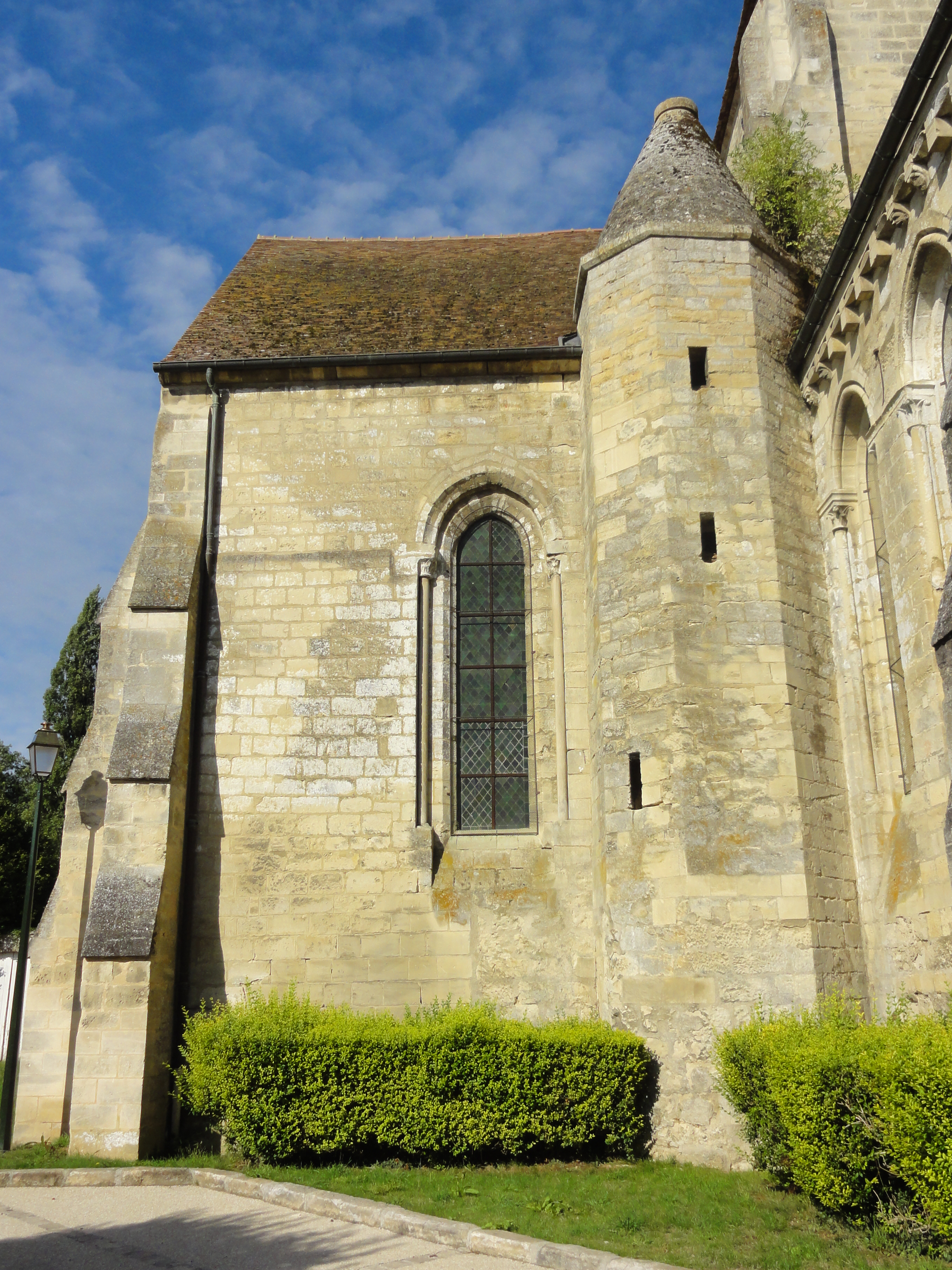
Croisillon sud, côté est.
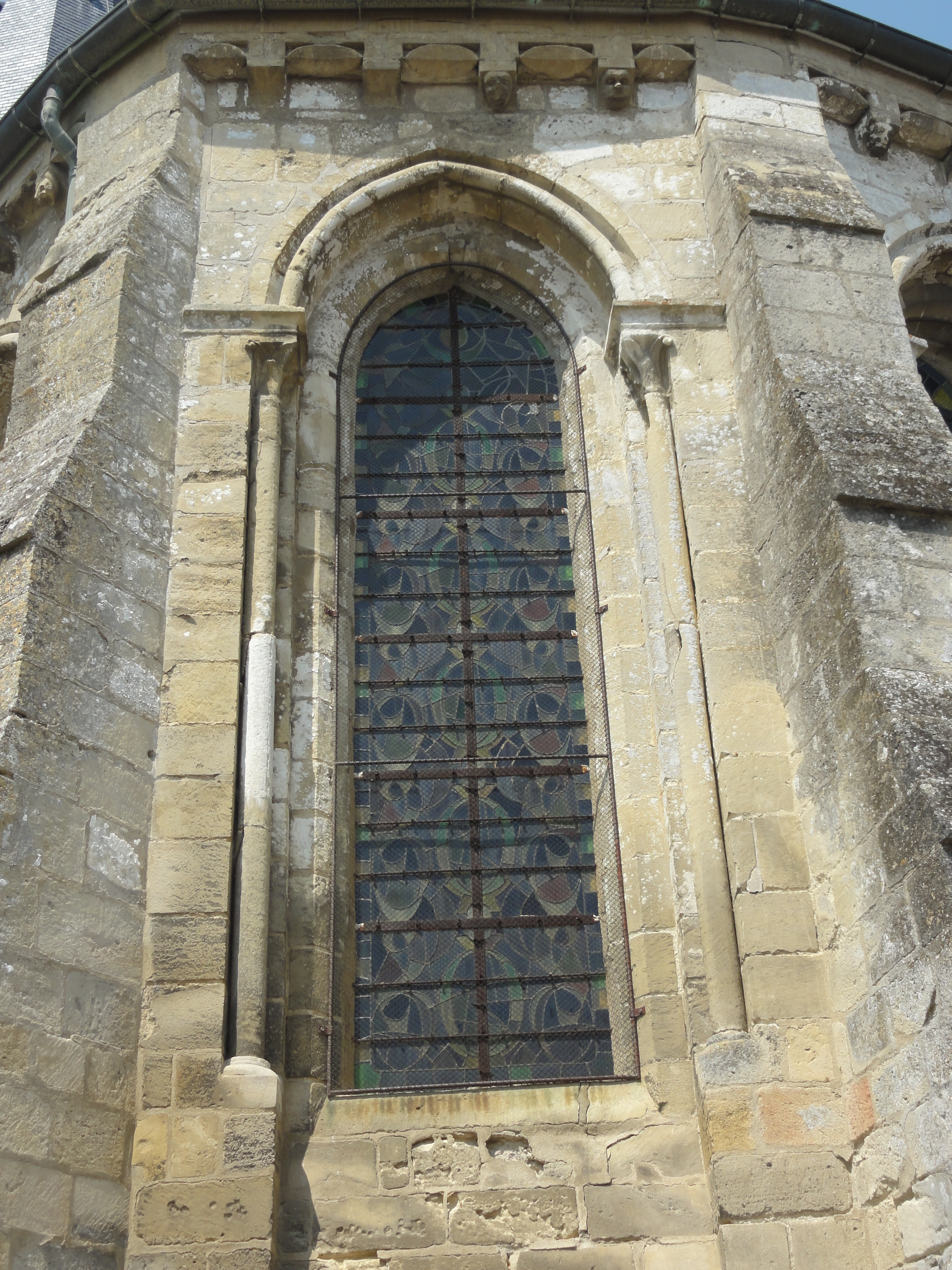
Fenêtre de l'abside.
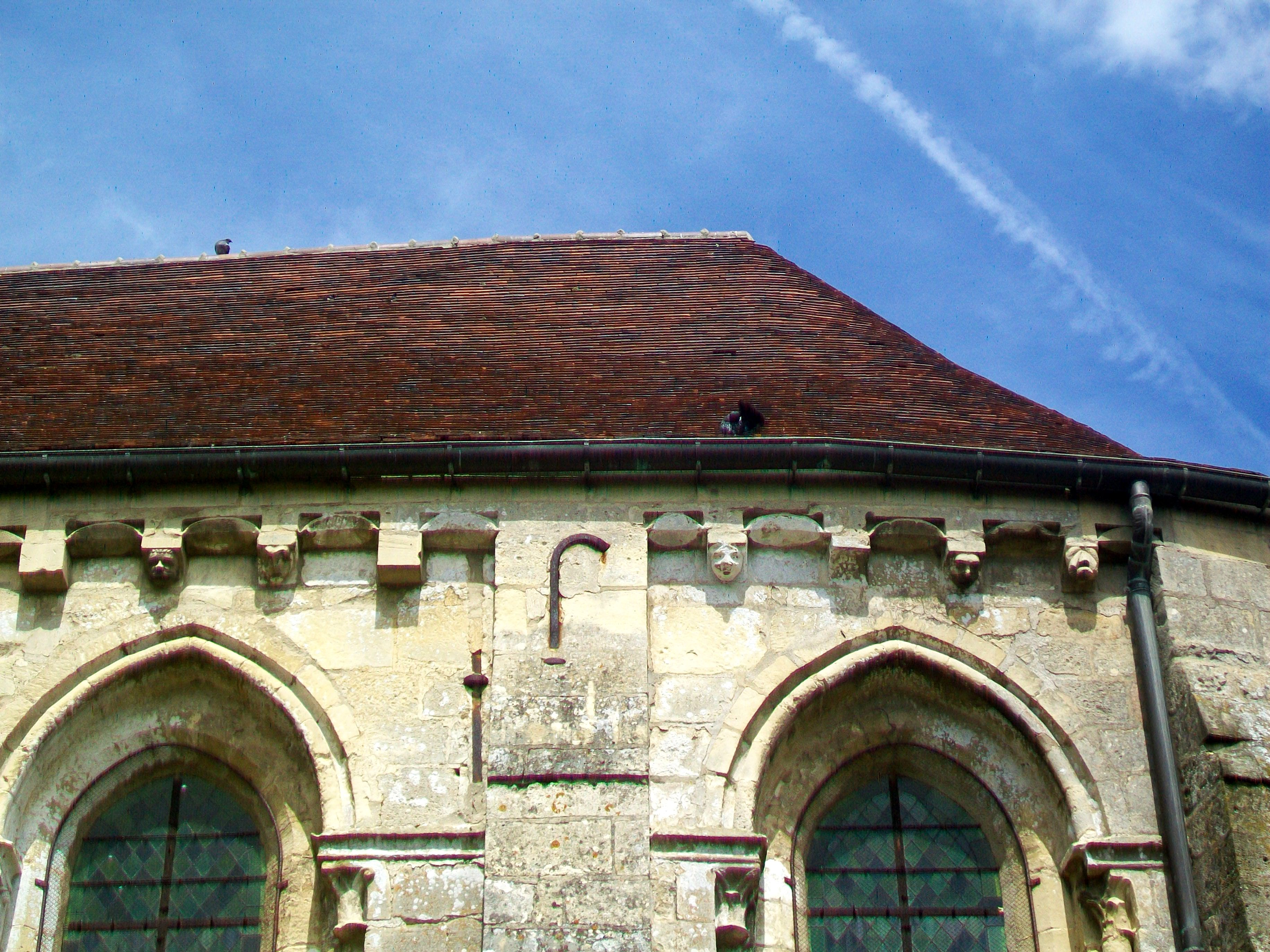
Corniche du chœur.

## Mobilier

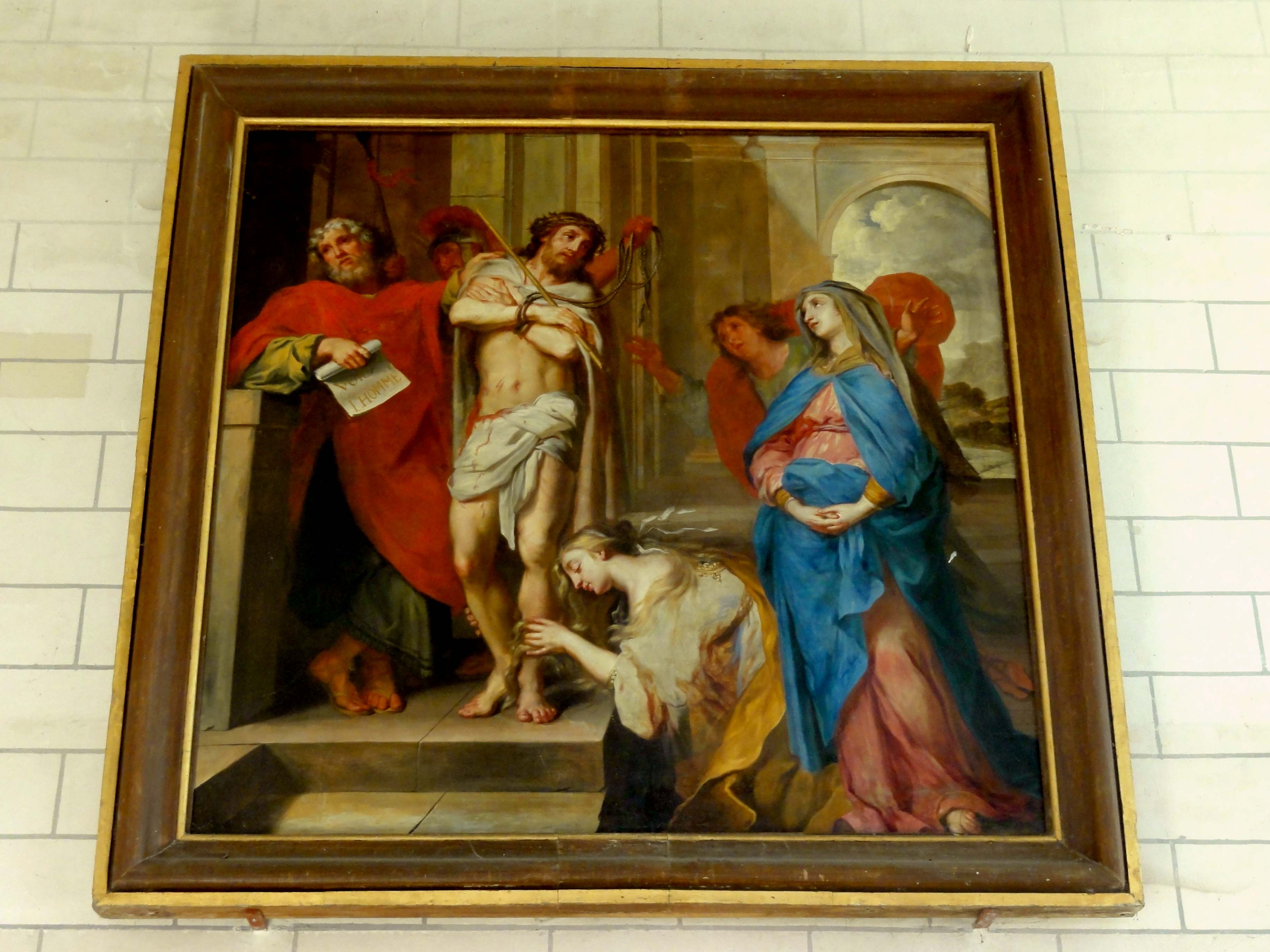
Tableau - Ecce homo.

Parmi le mobilier de l'église, deux éléments sont classés monument historique au titre objet. La cloche en bronze, datée de 1729, dimensions non prises, est également classée au titre objet depuis &944. Les autres objets classés et les quelques éléments du mobilier qui méritent l'attention sont les suivants :
- Le banc d'œuvre, placé au début de la nef, est pourvu d'un riche décor ajouré d'inspiration gothique flamboyante. Le meuble n'est toutefois pas susceptible d'être antérieure au XIXe siècle.
- Le tableau peint à l'huile sur toile accroché au-dessus du portail méridional illustre l'épisode de l'Ecce homo (Jn 19,5), peint par le frère récollet et peintre du XVIIe siècle Claude François, dit Frère Luc. La scène se situe sur le perron devant le palais de Ponce Pilate, que l'on voit tout à gauche, revêtu d'un manteau rouge. Dans sa main droite, il tient négligemment la pancarte Voici l'homme, et détourne le regard de Jésus, sur l'épaule duquel il pose son autre main. Jésus, les mains croisées et liées par une corde, est coiffée de la couronne d'épines, et vêtu seulement du périzonium et d'un lambeau d'un manteau. Il tient un roseau dans une main. À l'arrière-plan, un garde tient la corde. Le regard, presque impassible, est tourné vers sa mère, la Vierge, que l'on voit tout à droite. Son visage exprime la compassion et la tristesse. Derrière Marie, son ange protecteur, ébahi, lève les deux bras. En même temps, Marie-Madeleine, essuie les pieds du Christ avec sa propre chevelure, tout en fermant les yeux, d'une expression pleine d'amour. On ne voit pas la foule qui attend le jugement devant le palais. La rencontre avec les deux Maries évoque la neuvième station du Chemin de croix selon les Évangiles, tel que défini en 1991 par saint Jean-Paul II, quand Jésus rencontre des femmes de Jérusalem.
- Un crucifix en fonte, sans doute du XIXe siècle, semble être une ancienne croix de chemin.
- La plaque de fondation en marbre noir encastrée dans le mur oriental du croisillon sud est celle de Jean Le Noir, de son vivant receveur de la terre et seigneurie d'Avernes, mort le 9 août 1657 à l'âge de soixante ans. Il laisse par son testament à l'église et fabrique un arpent de terre, à condition de chanter et célébrer pour lui une messe haute avec recommandations et vigiles, tous les quatre mois à compter de son jour de décès, à perpétuité.
- Les deux crédences ou tables d'applique de style Rocaille avec des tablettes en marbre veiné datent de l'époque de Louis XV. Elles sont couvertes de délicates sculptures, qui empruntent tous leurs motifs au règne végétal. L'une mesure 125 cm de largeur, l'autre seulement 100 cm. Son décor est beaucoup moins riche que celui de la première. Le classement des deux meubles remonte à 1914[11].

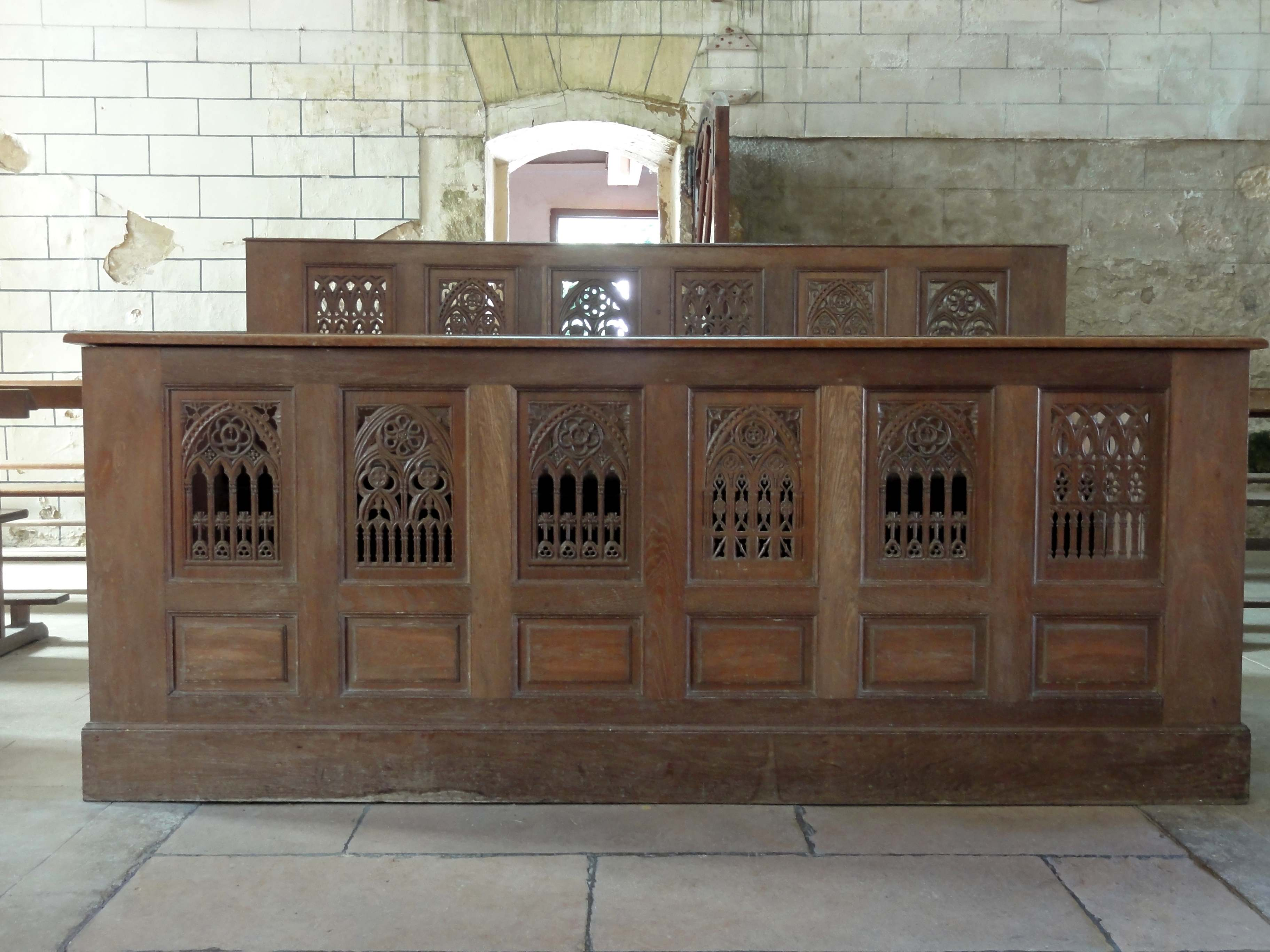
Banc d'œuvre.
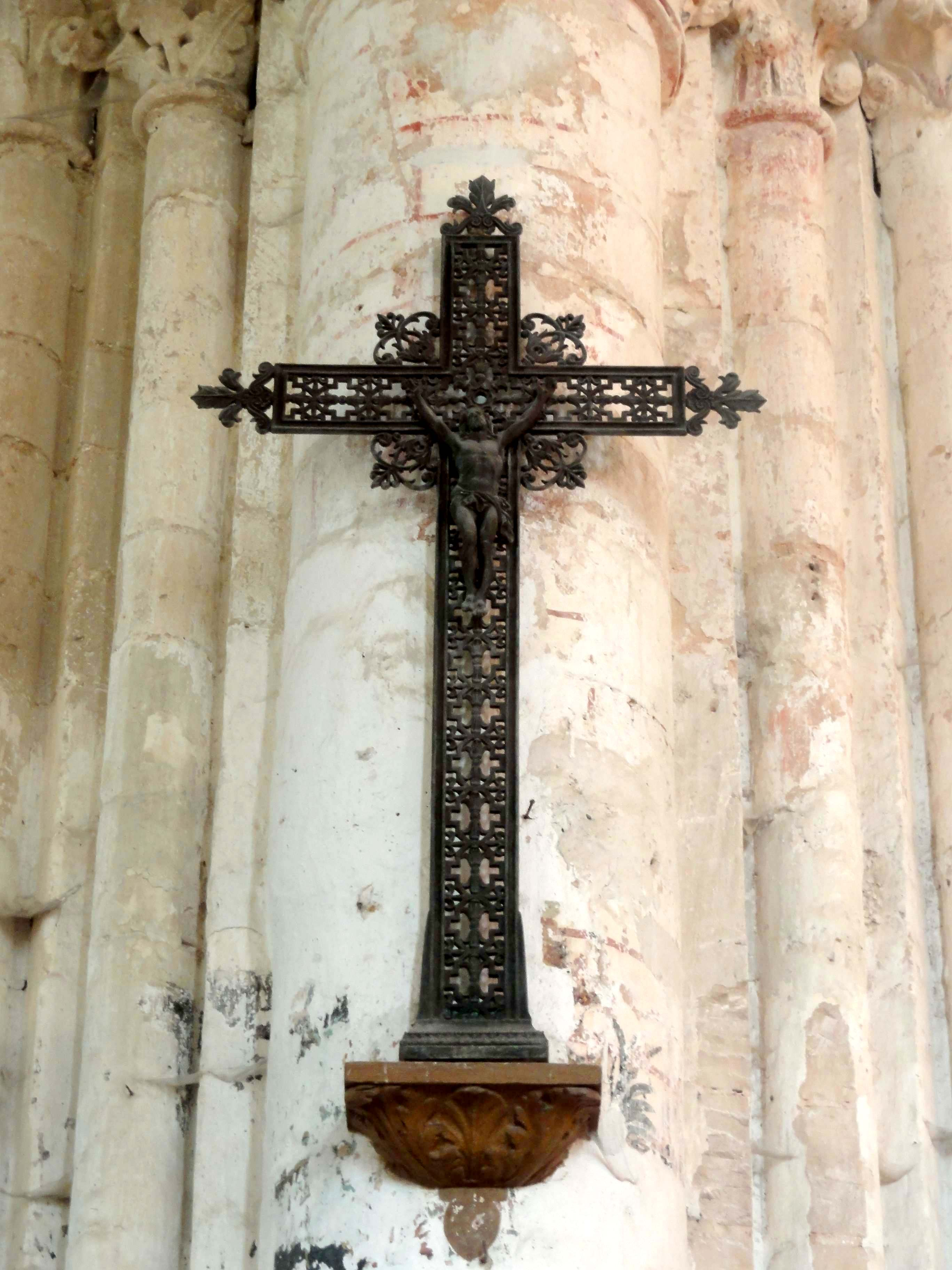
Christ en croix.
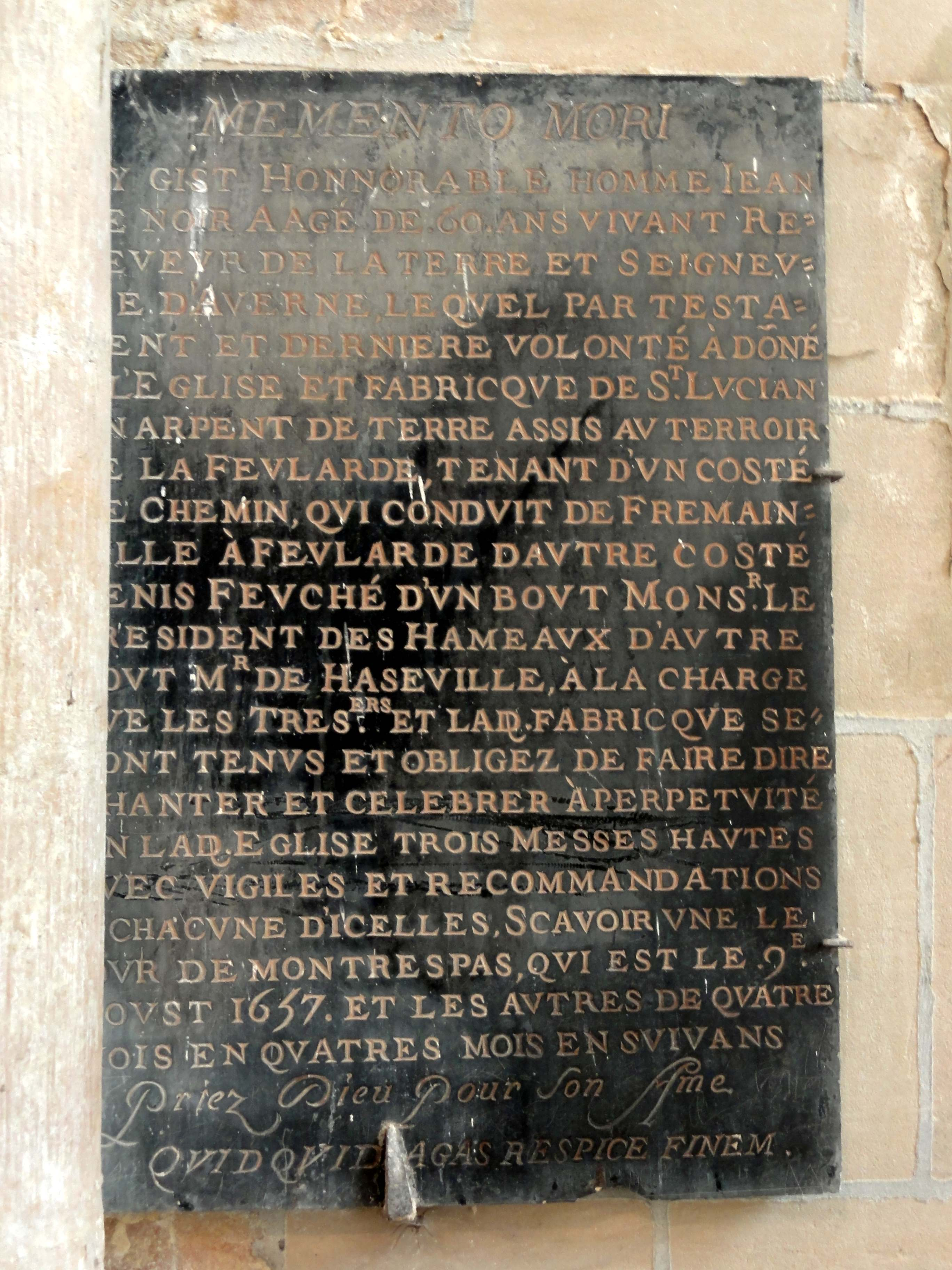
Plaque de fondation.
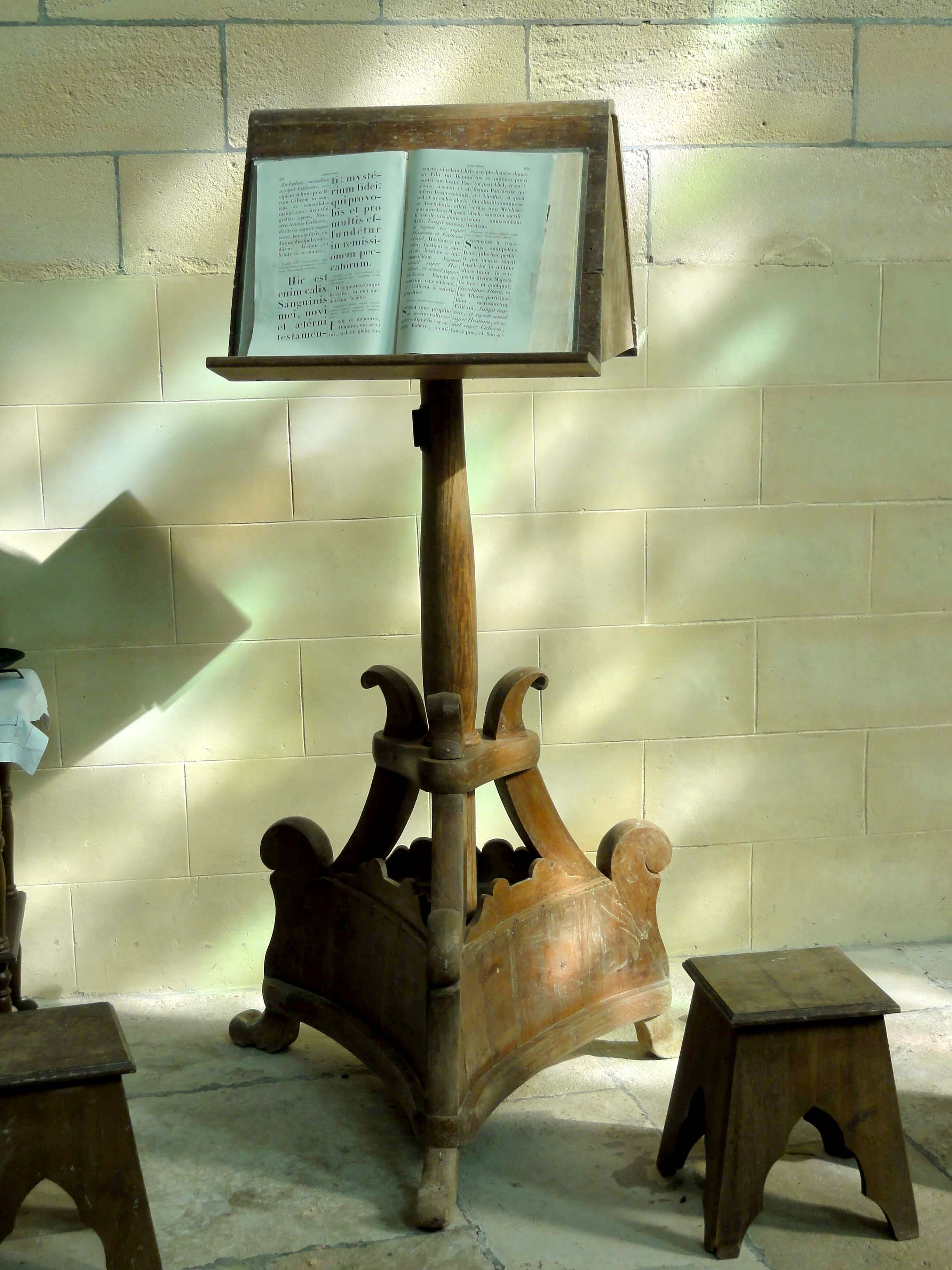
Lutrin en bois.
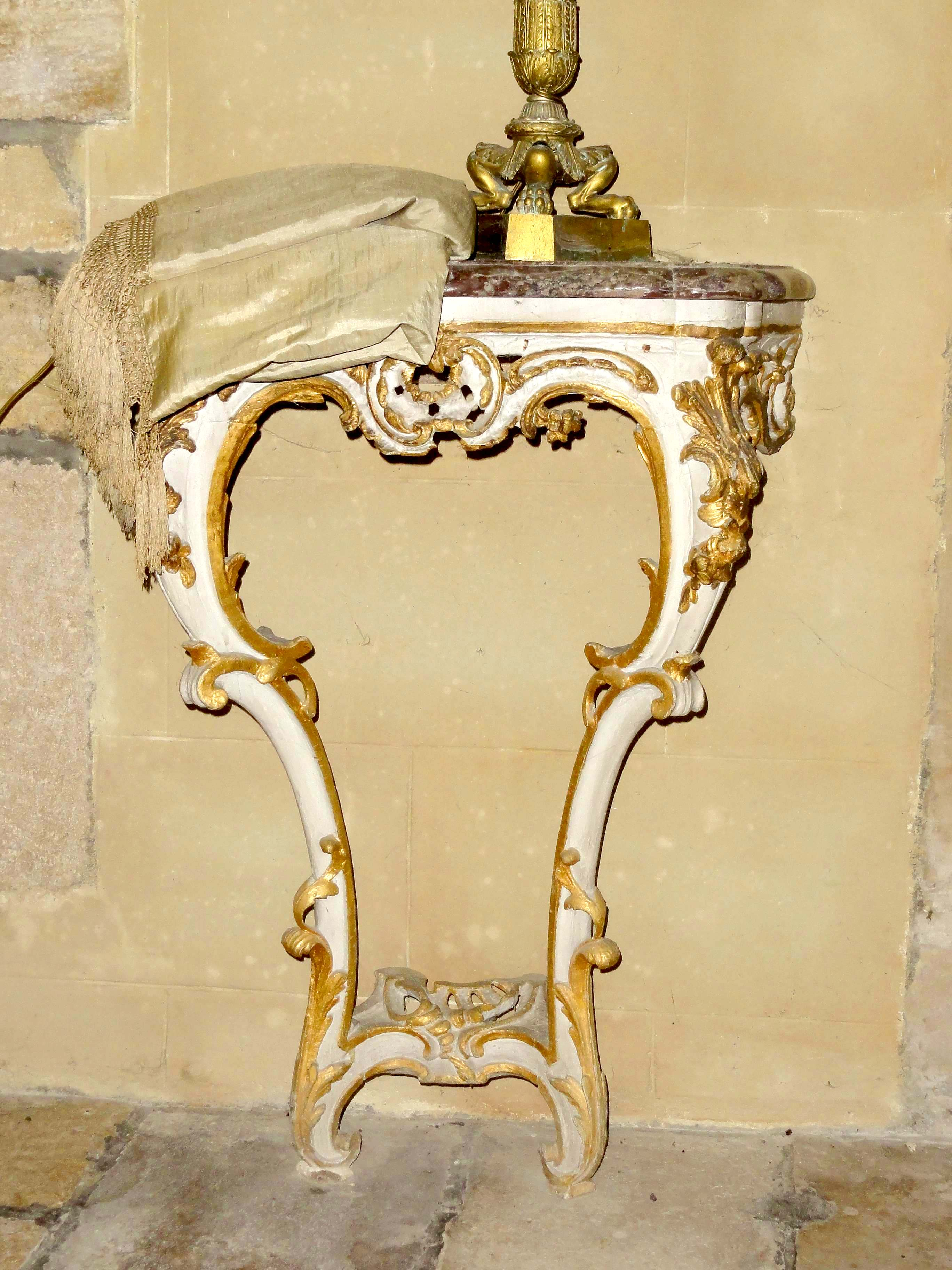
Petite crédence.
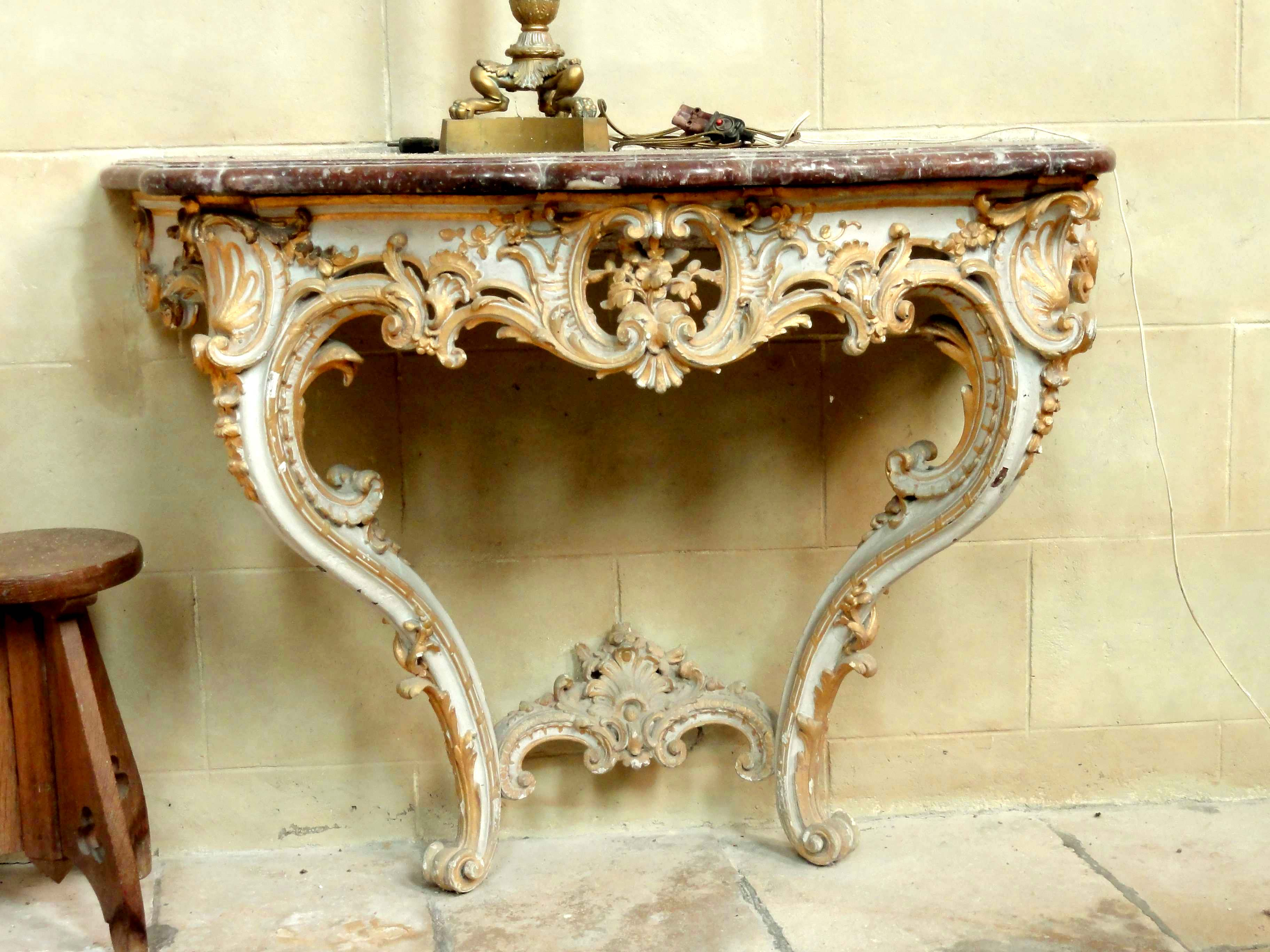
Grande crédence.